# LGV Poitiers - Limoges
Ne doit pas être confondu avec Ligne Poitiers - Limoges-Bénédictins.
La LGV Poitiers - Limoges (également appelée LGV Limoges - Poitiers) est un ancien projet de ligne ferroviaire à grande vitesse française devant relier Poitiers (Vienne) à Limoges (Haute-Vienne) en sept ans de travaux. Imaginé dès 1990, le projet est sérieusement étudié à partir du milieu des années 2000, pour une mise en service alors programmée au milieu des années 2010.
Selon le projet présenté par Réseau ferré de France (RFF) en 2006, la LGV aurait permis de relier Limoges à Paris en 2 heures, Brive aurait été à 3 heures de Paris, Cahors à 4 heures et Poitiers à approximativement 35 minutes de Limoges.
Selon ses promoteurs, cette LGV devait apporter aux régions traversées (Nouvelle-Aquitaine, nord de l'Occitanie et sud du Centre-Val de Loire) une connexion plus rapide au réseau TGV via la LGV Sud Europe Atlantique, à laquelle elle se serait connectée à Poitiers. Selon le Grenelle Environnement de 2007, elle aurait constitué une première étape vers une liaison Nantes-Lyon couplée à une liaison Bordeaux-Lyon, dite barreau central car elle ne passerait pas par la capitale.
Initialement prévu pour 2008-2015, puis 2013-2020, le projet a été une première fois suspendu en 2011. En juin 2013 le projet est relancé par l'enquête publique ; bien que remis en question et repoussé par les arbitrages du gouvernement Ayrault, qui annonce suivre les préconisations du rapport de la Commission Mobilité 21 demandant un report du projet après 2030, le projet est déclaré d'utilité publique le 10 janvier 2015. La déclaration d'utilité publique est toutefois annulée par le Conseil d'État le 15 avril 2016. De nouveau relancé par François Hollande à la fin de 2016, le projet est à nouveau suspendu, puis abandonné en 2017 sous la présidence d'Emmanuel Macron.
Ce projet de ligne, soutenu par plusieurs élus locaux, mais critiqué par plusieurs rapports et combattu par de nombreux collectifs politiques et associatifs, fait l'objet dès son lancement de plusieurs rebondissements, régulièrement lus à l'aune de l'ancrage électoral dans le territoire concerné de plusieurs responsables politiques d'envergure nationale, comme Jacques et Bernadette Chirac, Jean-Pierre Raffarin, Ségolène Royal et François Hollande. Il prend place dans le débat sur l'enclavement supposé du Limousin, au même titre que l'amélioration de la liaison classique « POLT » (ligne ferroviaire historique Paris - Orléans - Limoges - Toulouse), à laquelle il est souvent opposé.

## Contexte

### Accessibilité ferroviaire

Le réseau ferroviaire à grande vitesse en Europe en 2007.

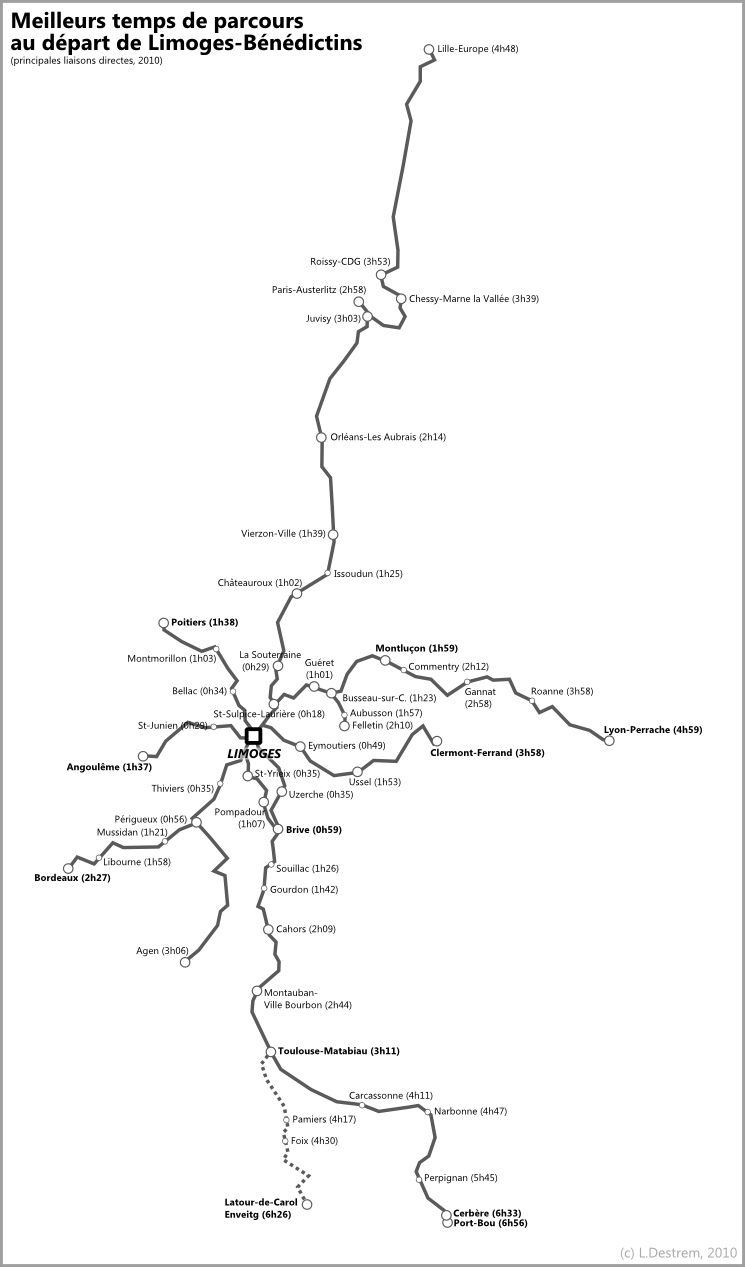
Meilleurs temps de parcours au départ de Limoges, en 2010 (liaisons directes uniquement).

À l'ouverture du débat public en 2006, le projet de ligne à grande vitesse ferroviaire entre Poitiers et Limoges est présenté comme devant relier Poitiers à Limoges au plus tôt en 2016.
Cette ligne apporterait au Centre-Ouest de la France, correspondant aux régions du Limousin, de Poitou-Charentes, du nord de l'Aquitaine, de Midi-Pyrénées ainsi que le sud du Centre, un nouvel accès ferroviaire en se raccordant à la LGV Sud Europe Atlantique (Paris - Tours - Bordeaux).
Le projet de 2006 s'inscrit dans une histoire des mobilités et des projets d'aménagement marquée par le retrait, dans les années 1980, d'une desserte efficace de type Trans-Europe-Express entre Paris et Limoges, le « Capitole », et par l'existence de plusieurs projets antérieurs n'ayant pas pu aboutir (premier projet de desserte TGV dans les années 1990, train pendulaire au début des années 2000). Ce dernier, ultime projet de modernisation de la ligne actuelle, signé par les régions Centre, Limousin, Midi-Pyrénées, l'État, et la SNCF est abandonné en 2003 sous la présidence de Jacques Chirac, et son premier ministre Jean-Pierre Raffarin, abandon suscitant une vive opposition dans les régions concernées.
Remplacés par des voitures Corail en 1996, les convois entre Paris et Toulouse, au milieu des années 2000, s'effectuent au mieux en 6 heures 20, entre Paris et Limoges en 2 heures 58 (soit légèrement davantage qu'en 1967 avec le Capitole).

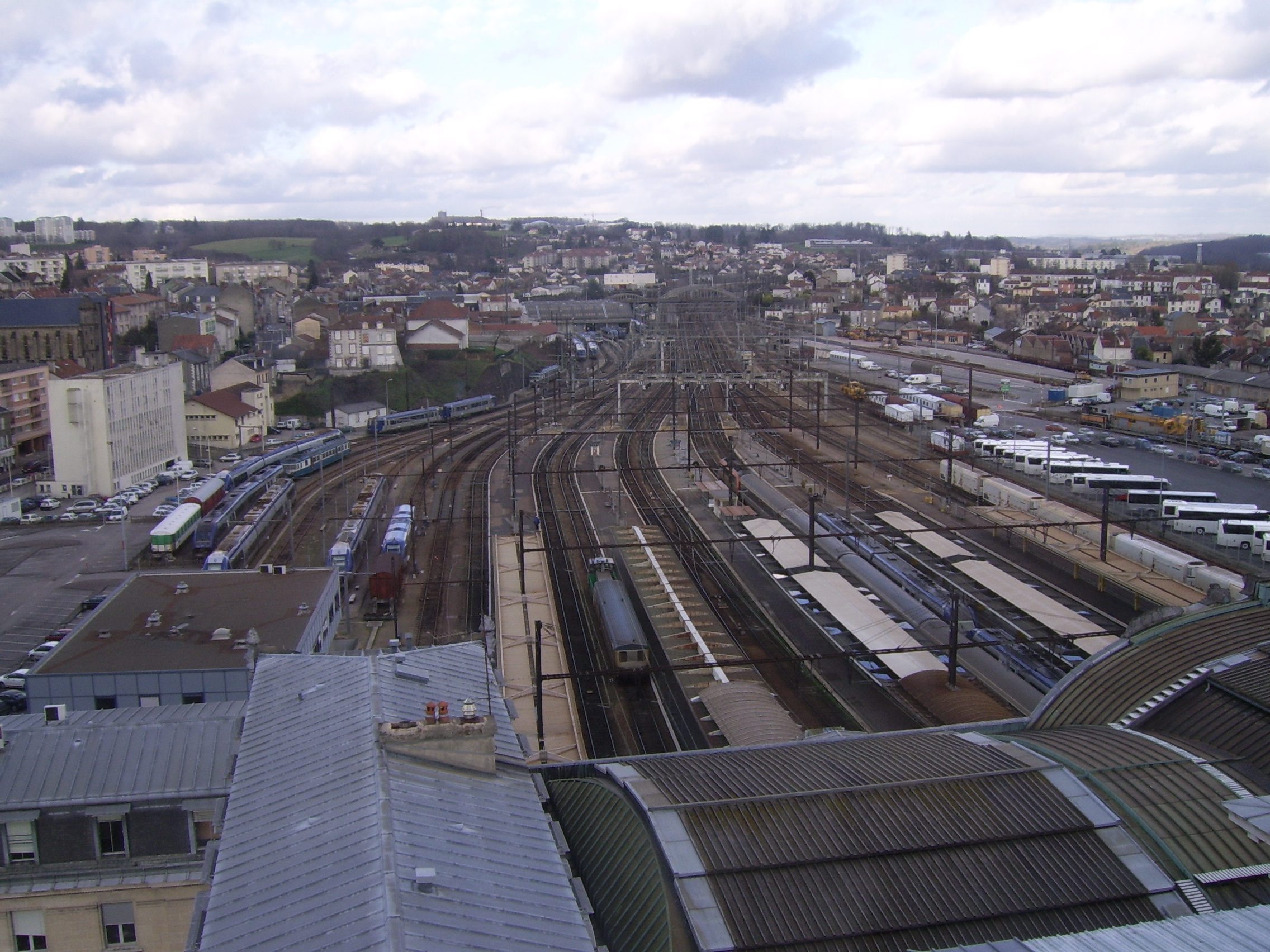
Gare des Bénédictins : les voies dans la direction de Paris, lieu où arriveraient les TGV.

### LGV entre Poitiers et Limoges: la polémique et les arguments
Le développement du Centre-Ouest est lié à trois enjeux majeurs auxquels le transport ferroviaire à grande vitesse affirme pouvoir apporter une réponse :
- un accès plus rapide à l’Île-de-France et aux métropoles nationales et européennes desservies par la grande vitesse ferroviaire ;
- un accompagnement de l'ouverture sur la façade atlantique ;
- un renforcement des relations inter-régionales, par une amélioration de l'offre de transport entre les deux grandes agglomérations de Poitiers et Limoges, mais aussi par une meilleure complémentarité des réseaux locaux de transports.

Le projet mettrait ainsi Limoges à environ deux heures 10 minutes de Paris (au lieu de deux heures 30 minutes par le projet POLT) soit un temps de parcours équivalent à celui de Paris à Lyon, Nantes ou Bordeaux. Il permettrait de relier Poitiers et Limoges en moins de 45 minutes, contre près de 1 h 35 min actuellement.
Ces arguments sont contestés - point par point - par les opposants au projet :
- Limoges est déjà connecté à Paris et au reste de l'Europe par une ligne Intercités (ex-Téoz), qui pourrait être facilement aménagée pour accueillir des trains à grande vitesse (pour un coût trois fois moindre[réf. nécessaire]). Le tracé prévu par la LGV - qui fait un détour par Poitiers, en s'écartant de Châteauroux et de Vierzon - relève de l'absurdité géographique[non neutre] ;
- l'ouverture sur la façade atlantique devrait plutôt se faire par une restauration des lignes TER en direction de La Rochelle, de Bordeaux, de Poitiers, notamment ;
- la LGV ne renforcera pas les relations inter-régionales.... Pour cela, il faudrait au moins restaurer la ligne Bordeaux-Limoges-Guéret-Lyon. Et par ailleurs la LGV par la force des choses mettra sur la touche la Creuse, l'Indre, le nord de la Haute-Vienne, la Corrèze et l'Est de la Vienne : le territoire serait ainsi « désaménagé »[réf. nécessaire] ;
- le gain de temps offert par la LGV est dérisoire et le terminus en gare Montparnasse est déjà saturé[réf. nécessaire], contrairement à la gare d'Austerlitz.

La lutte entre les deux camps a connu un pic au printemps 2010, lorsque Réseau ferré de France a publié un sondage repris à leur compte par les opposants comme par les défenseurs du projet. En effet, il révèle que 71 % des sondés jugent la LGV « pas utile », mais ils sont 80 % à s'y déclarer tout de même favorables.

## Histoire et développement du projet (1987-2006)

### Avant 1989: le «Capitole»

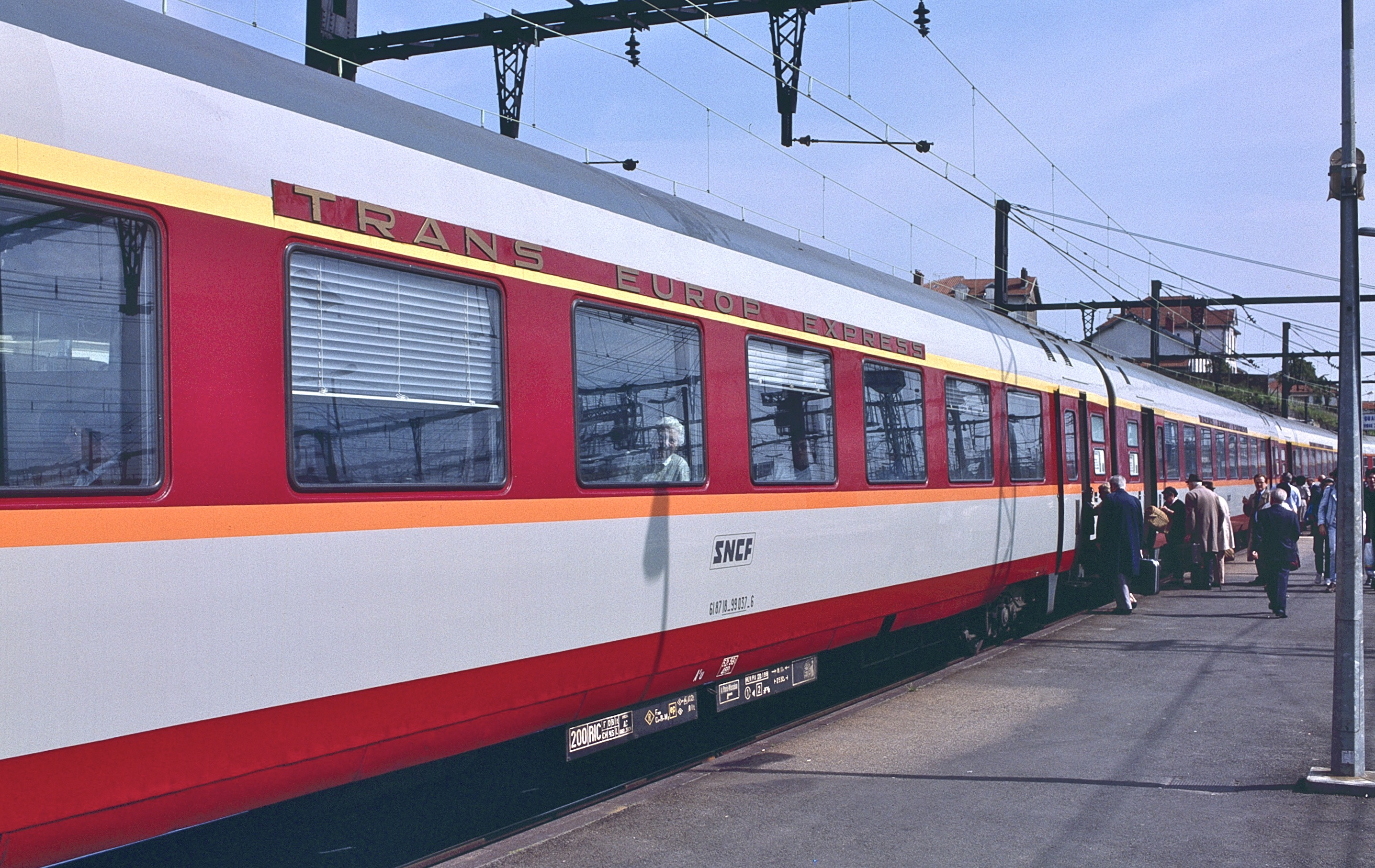
Un train Capitole en gare de Limoges, en 1988.

À partir de la fin des années 1960, et jusqu'au début des années 1980, le « Capitole », train quotidien reliant Paris à Toulouse via Limoges, bénéficiant de la qualification Trans-Europ-Express de 1970 à 1985, est un des trains les plus rapides de France. Il permet de rallier la capitale à la ville rose en moins de 6 heures, et d'effectuer le trajet Paris-Limoges en 2 heures 54. La SNCF le présente dès 1967 comme « le premier train français de voyageurs à circuler à la vitesse maximale de 200 km/h en service régulier ». Cette desserte connaît son essor dans les années 1970, et jusqu'au début des années 1980.
Avec l'avènement du TGV Atlantique en 1989, elle perd toutefois sa compétitivité, et en partie sa raison d'être.

### 1987- 1996: les prémices de la grande vitesse
Le déclin du Capitole et le développement de la grande vitesse ferroviaire en France poussent les collectivités à s'organiser pour proposer une alternative ferroviaire efficace. Dès la fin des années 1980, deux options sont avancées : l'une visant à améliorer intégralement la liaison classique radiale Paris-Orléans-Limoges-Toulouse, l'autre visant à directement connecter Limoges au réseau TGV par Poitiers.
Ainsi, dès 1988, le Conseil à la décision et à la réalisation en aménagement (CODRA) mène une étude estimant réalisable la création d'une ligne à grande vitesse entre Paris et Limoges, des études complémentaires réalisées à la demande du Conseil régional du Limousin élargissant le projet vers Toulouse. Début 1990, la SNCF propose l'allongement des tronçons à vitesse autorisée de 200 km/h, ainsi qu'entre autres le doublement de certaines portions de la voie vers Issoudun et Vierzon. Le gain espéré est de 44 minutes, donnant un trajet entre Limoges et Paris de 2 heures 15 maximum. La chambre régionale de commerce et d'industrie comme les élus locaux s'avèrent toutefois sceptiques, réclamant une fois de plus la réalisation d'une liaison à grande vitesse effective mettant Limoges à deux heures de la capitale. Le Conseil régional déclare ainsi par communiqué que « le coût de l'opération [de la SNCF] est 3 fois supérieur aux dépenses prévues dans le rapport CODRA de 88. Le gain de temps du trajet entre Paris et Limoges réduit à 30 ou 40 minutes est insuffisant. »
Le Schéma directeur national des liaisons ferroviaires à grande vitesse, adopté par le Comité interministériel d'aménagement et de développement du territoire du 14 mai 1991 entérine toutefois dans un premier temps le projet TGV, sous le nom de « TGV Limousin », combinant sections de voies nouvelles et sections anciennes améliorées permettant une circulation alternant entre 200 et 300 km/h.
Parallèlement, dès 1987, le Conseil régional du Limousin lance une réflexion visant à connecter la ligne Paris-Limoges-Toulouse à la LGV Atlantique par Poitiers, moyennant la création d'une ligne nouvelle.
Les deux idées sont reprises par Michel Delebarre, ministre des Transports, en 1990, alors soutenu par certains élus, qui s'engage à finaliser la promesse :

« Le Limousin n'est pas placé différemment des autres régions françaises. J'ajouterais que le TGV sera à Limoges, ce qui est tout de même loin d'être une mauvaise nouvelle pour le Limousin et cette partie du Massif Central. J'ajouterais qu'il s'offre des alternatives d'aménagements : soit la liaison directe — Paris-Orléans-Limoges avec partie voies nouvelles, partie aménagement d'itinéraire —, soit une liaison voie nouvelle avec un barreau Poitiers-Limoges, ça fait partie du débat d'aménagement du territoire que nous aurons avec les régions. »

— Michel Delebarre, France 3 Limousin, reportage de Christian Bélingard, 1990.
Localement, les deux options, plutôt qu'alternatives, sont déjà vues comme concurrentes, et suscitent un début de controverse. En 1990, le maire d'Orléans, Jean-Pierre Sueur, critique l'option Poitiers-Limoges, préférant défendre le principe d'une ligne Paris-Vierzon irriguant ensuite conjointement Limoges par Châteauroux, et l'Auvergne par Bourges. Cette option est soutenue par Jacques Chérèque, ministre chargé de l'Aménagement du territoire. Les élus corréziens et creusois, craignant l'isolement de leurs territoires, enjoignent au même moment le Conseil régional du Limousin de ne pas soutenir le raccordement à Poitiers.

### 1996 - 2003: l'option pendulaire
En 1996, le projet « TGV Limousin » est abandonné, suivant les préconisations du rapport de Philippe Rouvillois, qui juge les prévisions de trafic trop optimistes et les capacités de financement surévaluées.
Dans les années 1990, le projet de liaison nouvelle évolue avec l'émission d'une troisième option, dite « pendulaire ». Devant le progressif désengagement des avancées ferroviaires dans le centre de la France et du fait du retrait du projet TGV de 1992, les conseils régionaux du Centre, Limousin et Midi-Pyrénées s'accordent à défendre l'idée d'un train pendulaire entre Paris et Toulouse, via Orléans et Limoges, circulant en alternance avec les trains classiques. Le projet, baptisé « POLT », de la première lettre de chacune des grandes villes desservies est soutenu par la plupart des élus locaux et laisse entrevoir une circulation à 220 km/h pour l'hiver 2006-2007. Le 13 novembre 2001, une convention tablant sur un financement de 250 millions d'euros pour un projet de train pendulaire Paris - Limoges - Toulouse est signée entre l'État, la SNCF, RFF et les régions Limousin, Centre et Midi-Pyrénées. Mais en février 2003, un rapport des ponts et chaussées préconise l'abandon du projet : « le taux de rentabilité socio-économique [2,8 %], qui constitue la mesure reconnue du gain de bien-être pour la collectivité, est très inférieur au taux minimal recommandé ». L'inclinaison élevée des voies de la ligne POLT, plus importante que la moyenne des lignes où la pendulation est déjà utilisée, semble condamner le projet, qui est également critiqué par la DATAR. Il n'est donc pas retenu par le gouvernement Raffarin, lors du Comité interministériel d’aménagement du territoire du 18 décembre 2003. Les régions concernées annoncent un recours au Conseil d'État. La mise en place d'une liaison TGV desservant Limoges est alors repoussée à 2025, et à l'époque, on évoque vaguement deux raccordements à Massy et Poitiers, sous-entendant à nouveau deux projets via Orléans et via Poitiers.
En janvier 2008, seule la région Midi-Pyrénées obtient le remboursement des crédits d'études du projet POLT, les autres régions
n'ayant pas fourni les justificatifs de dépenses nécessaires.

### 2003 - 2006: vers l'option Poitiers - Limoges
Le premier ministre Jean-Pierre Raffarin qui avait jugé le projet pendulaire « irréaliste », a par la suite assuré, dans une lettre à l'ancienne première dame de France et alors conseillère générale de Corrèze Bernadette Chirac, soutien important du projet POLT et plus tard Poitiers-Limoges, que « [des] études préliminaires de ce projet [seraient] engagées au deuxième trimestre 2004, afin que la ligne soit mise en service dès 2014 ». Présentant ses vœux en Corrèze, le président Jacques Chirac assure lui-même qu'il s'attachera « personnellement, avec Bernadette qui s'en est beaucoup occupée » à la réalisation « dans les meilleurs délais » de la liaison TGV entre Poitiers et Limoges.

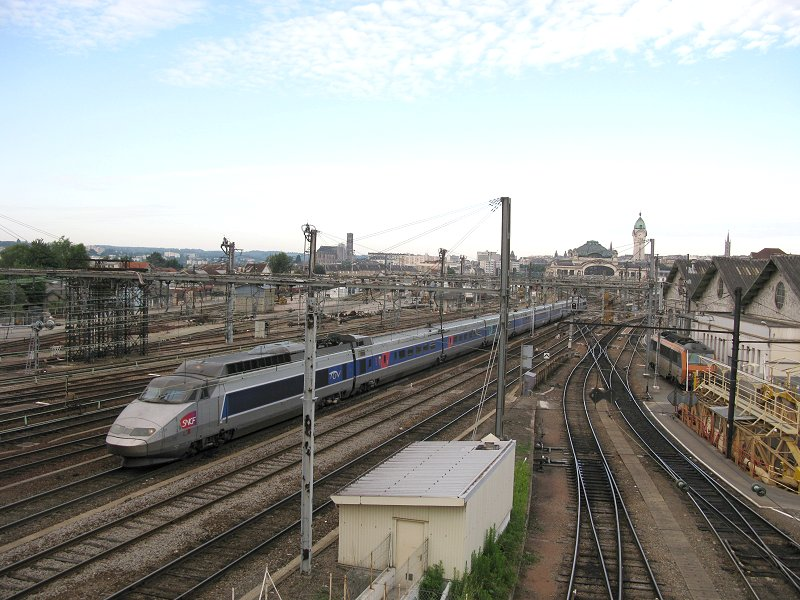
Le 9 décembre 2007, un aller-retour TGV quotidien Brive – Lille, via Limoges, a été mis en place par la SNCF. Il a cependant été supprimé en mai 2016.

Dans le débat sur la grande vitesse, la gare de Limoges-Bénédictins s'avère être un lieu privilégié pour dénoncer certaines décisions politiques ayant un rapport direct avec le réseau ferroviaire régional. Ainsi, lorsque le gouvernement Raffarin annonce en décembre 2003 l'abandon du projet de TGV pendulaire entre Paris et Toulouse via Limoges, plusieurs élus bloquent symboliquement un train en gare de Limoges. En février 2004, plusieurs élus UMP de la région, parmi lesquels Bernard Murat ou Jean-Pierre Dupont, se regroupent sur les quais pour manifester leur approbation du nouveau Téoz, destiné à supplanter les anciens Corails sur la ligne POLT, mais doivent faire face à des cheminots réaffirmant leur soutien au projet de TGV pendulaire écarté par le gouvernement. En réponse, des élus socialistes conduits par Jean-Paul Denanot, alors candidat à la présidence de région, prennent place dans un TER jusqu'en gare de Saint-Yrieix-la-Perche pour assurer leur soutien aux liaisons régionales.
L'option d'une ligne entre Poitiers et Limoges est donc préférée aux deux précédentes. En plus des arguments financiers et techniques, les principales justifications avancées sont liées à la différence des problématiques territoriales entre la région Centre et le nord de la région Midi-Pyrénées, et les perspectives de développement offertes par l'arc atlantique.

### 2004 - 2006: énonciation du pré-projet final

#### Pré-études fonctionnelles

Mise en service en 2000, la Gare TGV du Futuroscope doit être utilisée dans le projet de LGV.

Aussitôt le projet POLT abandonné, le gouvernement décide donc d'étudier le projet Poitiers-Limoges. Jacques Chirac, ancien député de la Corrèze, y apporte son soutien en janvier 2004, et le 30 novembre est signée une convention de financement relative aux pré-études fonctionnelles et préparatoires à un débat-public prévu en septembre 2006.
Réseau ferré de France mène à bien ces études en 2005, et en délègue à plusieurs sociétés spécialisées les différents volets : SETEC pour les gares et les territoires, Systra pour les études socio-économiques et de trafics, Beauvais Consultants pour le réseau régional de transports et le Centre d'études techniques de l'Équipement pour l'environnement,. Les pré-études fonctionnelles permettent d'envisager six fuseaux potentiels. Certaines options intègrent alors la possibilité de réutiliser en partie la ligne classique entre Poitiers et Limoges en la déviant partiellement par une voie nouvelle.
Le projet tel qu'il doit être présenté au débat public en 2006 retient parmi les principes généraux majeurs l'absence de gare nouvelle, la réalisation d'une ligne nouvelle comprenant principalement une voie unique et la circulation des TGV envisageable jusqu'à Cahors.

#### Débat public sur les options de passage
Le débat public est organisé du 5 septembre au 13 décembre 2006 dans 12 villes différentes : Limoges, Poitiers, Guéret, Brive, La Souterraine, Tulle, Périgueux, Châteauroux, Cahors, Bellac, Montmorillon et Confolens. Il retient le principe d'une ligne nouvelle sans réemploi de la ligne classique, et propose finalement trois options de passage, les trois autres ayant été écartées pour leur faible avantage en termes de temps de parcours.

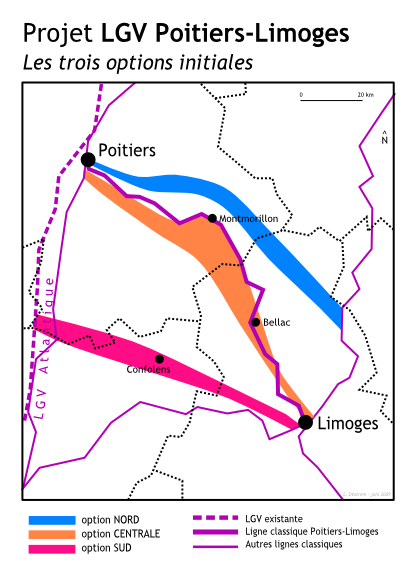
Les options de passage.

Les trois options de passage (bandes d’une dizaine de kilomètres de large) présentées par RFF au débat public, sont conçues selon quatre objectifs :
- prendre en compte la présence d’espaces protégés ou sensibles pour l’environnement ;
- minimiser la longueur de la ligne nouvelle à réaliser, pour minimiser les impacts sur l’environnement et les coûts ;
- limiter au maximum la distance totale à parcourir (y compris la circulation sur des lignes existantes), pour obtenir un temps de parcours proche de 2 heures entre Paris et Limoges ;
- desservir les gares de Poitiers et Limoges,en utilisant le réseau existant à l’approche des 2 agglomérations, de manière à assurer la meilleure insertion possible de la nouvelle ligne en zone urbaine.

L'option nord aurait consisté en la réalisation d’une ligne nouvelle, au nord de l’actuelle ligne Poitiers-Limoges, reliant Poitiers à la liaison classique Paris-Limoges-Toulouse, en traversant les secteurs suivants : entre Chauvigny et Civaux, nord de Montmorillon, La Trimouille, Basse-Marche, La Croisière, Bessines, en contournant par le nord les monts d'Ambazac. Son coût est estimé à 1,15 milliard d'euros.
L'option centrale consiste à relier le plus directement possible les gares de Poitiers et de Limoges, en créant de bout en bout une ligne nouvelle empruntant le même couloir que l'actuelle ligne TER, croisant donc les agglomérations de Lussac-les-Châteaux, Montmorillon, Le Dorat et Bellac. Son coût est estimé à 1,30 milliard d'euros
L'option sud aurait consisté à tirer au maximum parti de la LGV Sud-Europe-Atlantique et à rejoindre Limoges le plus directement possible, suivant un axe transversal traversant les secteurs de Ruffec, Champagne-Mouton, Confolens et Saint-Junien. Son coût est estimé à 1,15 milliard d'euros.
La poursuite du projet a été décidée sur la base de l'option centrale, en mars 2007. C'est l'option qui apporte le meilleur gain de temps de parcours (1 heure contre 0h50 pour les deux autres) et suppose la plus forte hausse de trafic (30 % prévus contre 22 % pour les deux autres), mais c'est aussi la plus coûteuse. À ce stade, deux modèles de financement sont proposés : financement public partagé entre l'État, RFF et les collectivités locales, ou partenariat public-privé.

### Le projet

#### Échéancier
La concertation territoriale est menée entre 2008 et 2011.
L'enquête publique se tient du 30 mai au 12 juillet 2013. Cette enquête aboutit le 10 janvier 2015 à une déclaration d'utilité publique,.

#### Dessertes et temps de parcours prévus

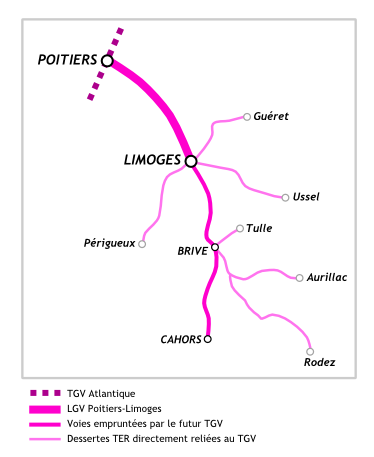
La diffusion de l'effet grande vitesse.
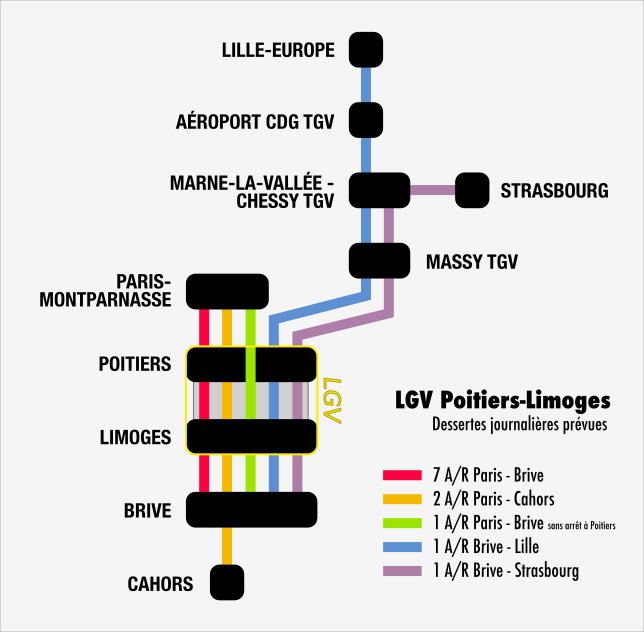
Les dessertes journalières prévues dans le projet.

Le projet consiste en la création d'une nouvelle ligne LGV entre Poitiers et Limoges. Ainsi, les trains rouleront à grande vitesse entre ces deux villes, et circuleront jusqu'à Brive en vitesse normale, et occasionnellement jusqu'à Cahors. Les dessertes TER seront repensées afin d'optimiser les temps de parcours entre Poitiers/Limoges et Brive, et les villes directement reliées à Limoges ou Brive par les lignes TER (Guéret, Tulle, Périgueux, Aurillac, Rodez).
La ligne s'intégrant directement à Poitiers au TGV Atlantique, les temps de parcours vers Bordeaux et l'Espagne, ainsi que, après Paris, vers le Nord et le Nord-est, seront par la même occasion réduits.
Il est prévu 9 allers-retours quotidiens entre Paris et Brive via Poitiers et Limoges dont 2 poursuivant jusqu'à Cahors, 1 aller-retour quotidien entre Paris et Brive via Limoges sans arrêt à Poitiers, 1 aller-retour quotidien entre Lille-Europe et Brive et un autre depuis Strasbourg, via Chessy et Massy.
Entre parenthèses, le meilleur temps de parcours en 2007[réf. à confirmer],
| Au départ de Limoges : - Poitiers : 35 min (1 h 45) - Paris : 2 h 05 (2 h 50) - Nantes : 2 h 35 (4 h 45) - La Rochelle : 2 h 10 (3 h 40) - Rennes : 3 h 50 (5 h 45) - Angoulême : 1 h 25 (1 h 50) - Royan : 3 h (3 h 40) - Bordeaux : 1 h 45 (2 h 20) - Bayonne : 2 h 45 (4 h 30) - Madrid : 5 h 30 (12 h) | Au départ de Poitiers : - Limoges : 35 min. (2 h) - Brive : 1 h 45 (3 h 30) - Tulle : 2 h (4 h 19) - Cahors : 2 h 40 (4 h 45) - Rodez : 4 h 05 (7 h) - Aurillac : 3 h 15 (5 h 15) - Guéret : 1 h 35 (3 h 30) - Périgueux : 1 h 45 (3 h 30) | Au départ de Brive : - Poitiers : 1 h 35 (3 h 17) - Paris : 2 h 50 (3 h 55) - Nantes : 2 h 40 (6 h 37) - La Rochelle : 3 h 30 (4 h 10) - Rennes : 4 h 45 (6 h 50) - Angoulême : 2 h 30 (3 h 40) - Royan : 4 h (5 h) | Au départ de Tulle : - Paris : 3 h 50 (4 h 30) Au départ de Guéret : - Paris : 2 h 50 (3 h 30) Au départ de Périgueux : - Paris : 3 h (4 h) | Au départ d'Aurillac : - Paris : 4 h 15 (5 h 50) Au départ de Cahors : - Paris : 4 h (5 h 10) Au départ de Rodez : - Paris : 5 h 30 (6 h 10) |

#### Coût
Au moment du débat public, le montant du projet est estimé à 1,3 milliard d'euros (conditions économiques de 2005), et son taux de rentabilité interne à 3,3 %.

#### Un maillon du projet SEA
La réalisation de la LGV Poitiers-Limoges apparaît conditionnée à l'achèvement de la LGV Sud Europe Atlantique (LGV SEA), qui relie Bordeaux à Paris via Poitiers. Le barreau Poitiers-Limoges s’inscrit dans le Grand Plan Sud Ouest, en tant que branche secondaire se greffant sur la LGV Tours - Bordeaux, initialement annoncée pour 2012, au même titre que les lignes Bordeaux - Toulouse et Bordeaux - Espagne. C'est pourquoi les financements sont couplés, expliquant la participation de la région Limousin au financement du projet Bordeaux-Tours qui ne la concerne qu'indirectement, à hauteur de 52 millions d'euros sur les 1,476 milliard d'euros apportés par les collectivités (842 M de la part de l'Aquitaine, 280 de Midi-Pyrénées, 257 de Poitou-Charentes et 44 de la région Centre).

## Poursuite du projet et chronologie (2007-2017)

### 2007: le choix de l'option centrale

Logo de l'association de promotion du projet, créée le 30 octobre 2006.

Le 12 février 2007, le projet de financement des études, à hauteur de 67,5 millions d'euros, inscrit dans le contrat de plan État-région, est mis en œuvre, répartis en trois tiers entre RFF, l'État et les collectivités,.
La synthèse du débat public de la fin 2006 rend compte d'un soutien assez large au principe d'une ligne nouvelle, tout en reconnaissant d'importantes interrogations sur la pertinence du tracé choisi.
À l'issue du débat, RFF décide toutefois le 7 mars 2007 de poursuivre le projet sur la base de l'option centrale.
Le 18 avril 2007, RFF présente le projet de convention financement, relative aux études jusqu’à la déclaration d'utilité publique prévue initialement en 2010 lors de la première réunion du comité de pilotage. En août, la Commission européenne décide d’attribuer des fonds FEDER au financement des études pour la durée 2007-2013. La convention de financement des études est signée le 5 décembre.
En parallèle, le départ de l'Élysée de Jacques Chirac est analysé comme un frein à l'avancée du projet, considérant l'implication importante de Bernadette Chirac sur ce dossier.
La même année, Brice Hortefeux, ministre du gouvernement Fillon et conseiller régional d'Auvergne, émet l'hypothèse d'un TGV reliant Paris à Clermont-Ferrand d'ici à 2020. Cette proposition paraît alors relancer l'idée de réaliser la desserte du Massif Central par un « Y » renversé reliant Paris, Clermont-Ferrand, Limoges et accélérer le projet d'une grande relation transversale entre Bordeaux, Limoges et Lyon, mais cette annonce est assez mal perçue par les élus limousins, qui y voient une volonté politique de privilégier l'option auvergnate du ministre UMP au détriment de l'option limousine.
À partir du 9 décembre 2007, un aller-retour TGV quotidien Brive-la-Gaillarde – Lille est en place, permettant aussi la desserte des gares franciliennes de Juvisy, l'accès aux RER C et D, de Chessy (Disneyland) et de l'aéroport Roissy-Charles de Gaulle. Mise en place à l'instigation des régions Limousin et Centre, cette desserte est présentée par le président du conseil régional du Limousin comme une « solution d'urgence » préalable à la LGV. Le train relie Brive à Juvisy à vitesse classique, avant d'emprunter la grande ceinture ferroviaire, puis la ligne d'interconnexion, et la ligne à grande vitesse du nord de la France. Depuis la mise en place du service d'été 2008, la correspondance est désormais possible en gare de Marne-la-Vallée-Chessy par TGV en direction de Strasbourg, à l'aller comme au retour. Cette liaison permet de rallier Limoges à Lille en 4 h 50 min et à l'aéroport Roissy - Charles-de-Gaulle en 3 h 55 min.

### 2008: lancement de l'enquête publique
Le 30 avril 2008, l'absence d'inscription à la loi du Grenelle de l'Environnement du projet provoque la colère des promoteurs du projet. Tout le printemps, les actions se multiplient en faveur de cette inscription, notamment par des réunions à Paris, un courrier au président et à Bernadette Chirac, et par une saisine du Conseil économique et social. Le 3 juin, Nathalie Kosciusko-Morizet, secrétaire d’État à l’écologie, est interpellée à l'Assemblée nationale par Marie-Françoise Pérol-Dumont, députée et présidente du conseil général de la Haute-Vienne, qui obtient une réponse plutôt favorable quant à une prochaine inscription du projet sur la loi Grenelle. La députée Pérol-Dumont avait confirmé dès le 31 mai 2008 sur France 3 Limousin Poitou-Charentes que le projet de la LGV Poitiers-Limoges serait rajouté à la loi suivant le Grenelle de l'Environnement, à la suite de la rencontre entre élus locaux, le représentant de la Chambre de commerce et d'industrie et le directeur de cabinet de Jean-Louis Borloo, ministre de l'écologie et des Transports.
Le 11 juin 2008, le conseil des ministres adopte le projet de loi de mise en application du Grenelle, prévoyant la construction de 2 000 km de voies LGV. Le projet de ligne Paris-Bourges-Clermont est adopté, mais le doute plane sur le projet Limoges-Poitiers. En effet, une LGV Paris-Bourges-Lyon comportant un raccordement vers le POLT offrirait un temps de parcours Paris-Limoges comparable à celui obtenu via Poitiers et desservirait l'Indre et la Creuse.
Le site internet du projet est ouvert en septembre 2008.
Les 25 et 26 septembre 2008 se tiennent les premiers ateliers thématiques, réunissant services de l'État, collectivités territoriales, organismes socioprofessionnels et associations. Ils ont pour but d'accompagner le processus des études conduites sur le projet, et de se réunir plusieurs fois par an.
Le 5 décembre 2008, les cofinanceurs s'engagent sur un montant de 30 millions d'euros pour mener les études préalables à l'enquête publique. C'est la société Egis qui est chargée de mener ces études.

### 2009: premiers désaccords financiers
Ainsi, ces ateliers et ces réunions entre acteurs sont organisées jusqu'en juin 2009, date à laquelle seront décidées 4 réunions publiques dans les 4 arrondissements concernés (Limoges, Bellac, Montmorillon, Poitiers) par le tracé hypothétique
C'est en 2009 que s'amplifient les désaccords pour motif financier entre les différents acteurs du projet. La volonté de l'État d'imposer une part notable de financement public rencontre les critiques des collectivités locales. Ségolène Royal écrit à François Fillon pour dénoncer le « chantage immoral » et l'« irresponsabilité » du gouvernement, lettre à laquelle l'UMP répond en appelant la socialiste « à la raison », supposant un prétexte pour « lancer [la] campagne des régionales et essayer de reprendre un certain leadership au sein même du PS. »,.

### 2010: la LGV dans la campagne régionale
Le 2 février 2010, Réseau Ferré de France annonce l'éventualité d'ajouter une deuxième voie de circulation au projet de LGV. Cependant, cette nouveauté ne serait réalisée que dans un second temps ; il faudrait ainsi prendre en compte lors des travaux préalables à la mise en service de la première voie une place sur la largeur de la plateforme pour l'éventuelle seconde voie.
La LGV devient également un des sujets de la campagne électorale pour les élections régionales de 2010 en Limousin, particulièrement à gauche. En effet, la majorité de gauche née de la fusion en 2004 des listes de Jean-Paul Denanot (PS, PCF, ADS, divers gauche) et des Verts, repart divisée en trois listes pour le scrutin de 2010. Alors que les socialistes comme les communistes, du moins en Haute-Vienne et Corrèze se sont toujours prononcés en faveur du projet dans leur grande majorité, la liste regroupant le PCF, le Parti de Gauche et le NPA, mais également les Verts, prévoient plutôt un moratoire sur la LGV, ainsi que l'arrêt des financements, une expertise indépendante et une consultation démocratique.
La liste du sortant Jean-Paul Denanot propose d'engager la réalisation d’une Liaison à Grande Vitesse (LGV) entre le Limousin et Poitiers, pour intégrer la région au projet de transversale grande vitesse est-ouest Transline. Par ailleurs, face aux opposants et pour couper court à tout débat « stérile », le député-maire PS de Guéret, Michel Vergnier a indiqué que Jean-Paul Denanot veut faire de la modernisation de la ligne POLT une priorité du programme, avant toute réflexion sur le projet de LGV.
Le Front national, quant à lui, se déclare également favorable au projet.
France 3 Limousin Poitou-Charentes a organisé le 21 février 2010 un débat conviant 5 candidats aux élections régionales, abordant le sujet de la desserte ferroviaire de la région Limousin, et entre autres le projet de LGV.
En mai 2010, RFF publie un fascicule gratuit pour chacun des deux départements concernés, comprenant les cartes des tracés et variantes en cours d'étude avec comme fond les cartes de l'IGN au 1/25 000e, précisant la préférence pour le remblai ou le déblai. Deux tracés sont présentés sur la carte, distants de quelques dizaines à quelques centaines de mètres, traversant les communes suivantes :
| Vienne - Poitiers - la Villedieu-du-Clain - Gizay - Vernon - Fleuré - Lhommaizé - Dienné - Valdivienne - Civaux - Lussac-les-Châteaux - Sillars - Saulgé - Moulismes - Plaisance - Lathus-Saint-Rémy | Haute-Vienne - Bussière-Poitevine - Saint-Bonnet-de-Bellac - Peyrat-de-Bellac - Bellac - Blond - Breuilaufa - Vaulry - Chamboret - Peyrilhac - Nieul - Saint-Jouvent - Chaptelat - Le Palais-sur-Vienne - Limoges |

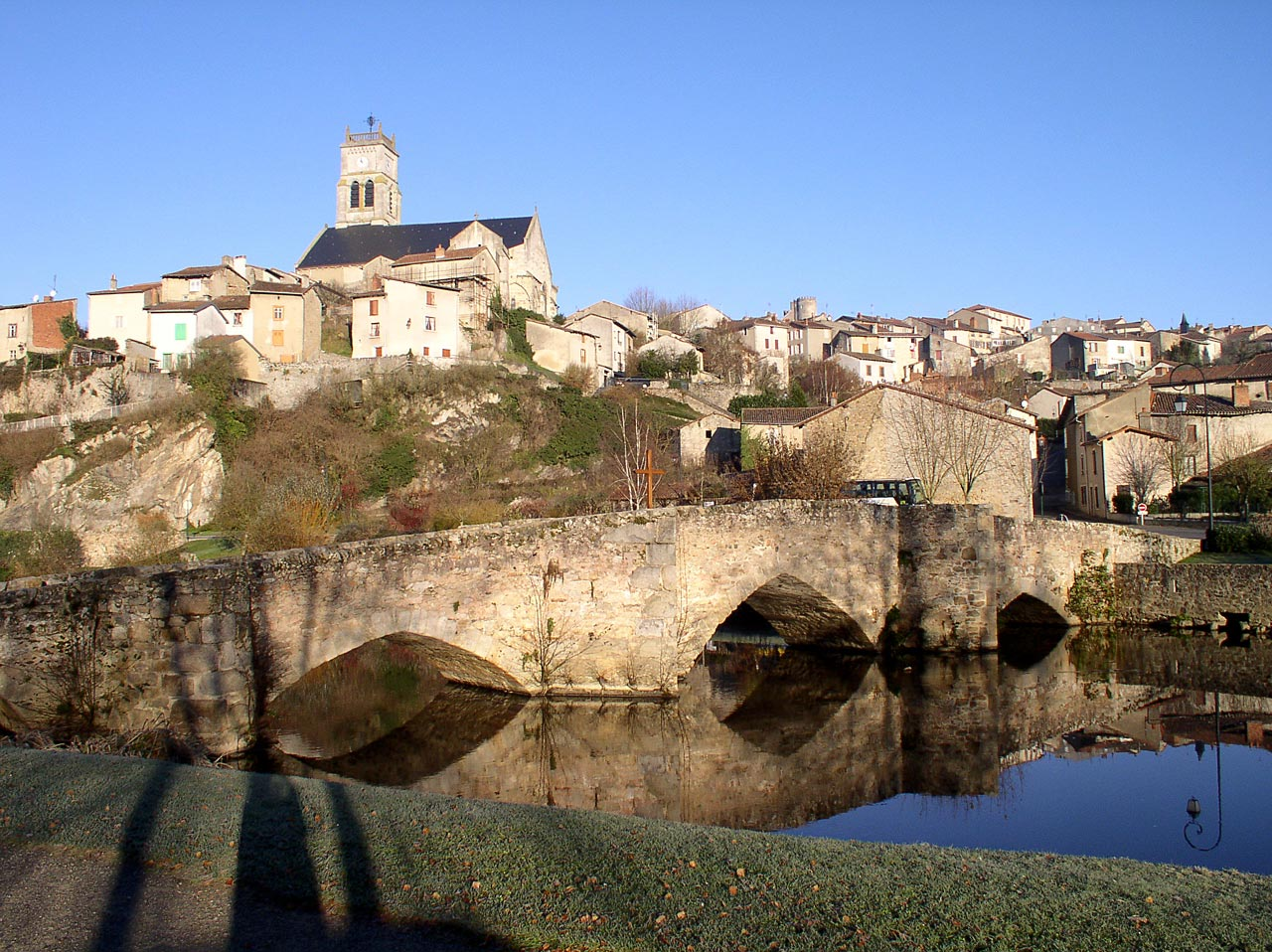
La commune de Bellac traversée par le projet

Le 12 décembre 2010, la liaison TGV quotidienne entre Brive et Lille via Limoges est allégée, en raison d'un « déficit d'exploitation », maintenue seulement sur quatre jours en fin de semaine. Toutefois, elle demeure quotidienne en période estivale.

### 2011: des fractures qui s'accentuent
L'avancée du projet en 2011 reste particulièrement marquée par les tergiversations au sujet du financement. Le département du Lot fait machine arrière en ce qui concerne uniquement la liaison Bordeaux-Toulouse, et refuse finalement de participer au financement à hauteur de 11,5 millions d'euros (0,1 % du coût total à la charge des collectivités), estimant que le département a davantage d'intérêt à participer aux études pour le projet Limoges-Poitiers. La région Poitou-Charentes rechigne toujours à participer,. Le gouvernement monte au créneau, se félicitant dans un communiqué « du soutien des Régions Aquitaine, Midi-Pyrénées, Centre et Limousin [au financement du projet Bordeaux-Tours sur lequel se greffe le barreau Limoges-Poitiers], et de près de 30 autres collectivités », mais déplorant l'attitude récalcitrante de la région présidée par Ségolène Royal.
Pour débloquer la situation, critiquée à droite comme à gauche par les soutiens du projet, en particulier en Limousin, le journal Les Echos annonce le 20 mai que le gouvernement s'engagerait à financer la part manquant en raison du désengagement de Poitou-Charentes, préférant un prêt remboursable à un financement pur et simple. Cette annonce intervient quelques jours après une déclaration d'Henri-Michel Comet, préfet de Haute-Garonne, établissant que « le gouvernement pourrait faire passer d'autres projets de ligne à grande vitesse avant celui du Sud-Ouest si le financement nécessaire pour Tours-Bordeaux n'était pas réuni ». Déclaration aussitôt décriée par de nombreux élus de droite et de gauche.
La divergence entre les deux listes de gauche au Conseil régional du Limousin sur le sujet, qui a été un des principaux éléments conduisant à l'absence d'accord visant à la constitution d'une large majorité au sein de l'assemblée régionale, est ferment de tensions durant la mandature. Le point d'orgue en est l'échange de lettres ouvertes de protestation entre Jean-Paul Denanot et Christian Audouin, chef de file du groupe Terre de gauche, en mai 2011. Ce dernier fustige notamment le choix du président de région d'avoir refusé l'adhésion de la région à l'association Urgence POLT, contrairement aux régions Centre et Midi-Pyrénées,.
Fin mai, un rapport d'experts remis à l'Assemblée nationale remet fortement en question le projet, pointant entre autres le financement à la charge des collectivités. Le même jour, le Conseil Général de la Creuse vote à l'unanimité pour l'abandon du projet LGV Poitiers-Limoges et pour le raccordement au projet LGV Grand Centre Auvergne.
En campagne pour sa réélection, Nicolas Sarkozy prend fait et cause pour la réalisation de la LGV lors d'une intervention à Aubusson le 11 octobre : « le TGV viendra jusqu'à Limoges dans les années à venir, je m'y suis engagé (...) Je veux que des territoires comme la Creuse, qui n'ont pas directement accès à la grande vitesse, ne subissent pas (...) une double peine en voyant en parallèle les liaisons ferroviaires classiques péricliter », alors que les élus creusois sont globalement défavorables au projet.

### 2012: le soutien de François Hollande
Lors des campagnes électorales présidentielle et législative, le projet est un sujet de débat.
Compte tenu des impératifs de restriction budgétaire, la nouvelle majorité socialiste prévoit de revenir sur certains projets actés sous la présidence Sarkozy. Le 11 juillet 2012, le ministre du budget Jérôme Cahuzac annonce sur France 2 qu'il faudra nécessairement « élaguer dans les projets qui ont été proposés » en critiquant l'« effet d'affichage » du gouvernement précédent et en se référant aux conclusions d'un rapport de la Cour des Comptes, réactivant les inquiétudes des promoteurs du projet qui affirment toutefois que la ligne Poitiers-Limoges n'est pas considérée dans ces projets à abandonner. Le même jour, le comité de pilotage de la modernisation de la ligne pour la desserte Périgueux-Paris par le TGV valide l'option du transit par Limoges, de ce fait enclenchant la modernisation de la ligne Périgueux-Limoges et l'option LGV Poitiers-Limoges.
Le Canard enchaîné estime qu'en dépit de la nécessité de contrôler les dépenses, François Hollande, en tant qu'élu du Limousin, ne peut pas annuler le projet Limoges-Poitiers.
En octobre 2012, peu après l'annonce par Frédéric Cuvillier, ministre des Transports, de convoquer une mission chargée de définir des priorités parmi les chantiers d'infrastructures inscrits au SNIT, Bernadette Chirac réaffirme par un courrier au nouveau président élu François Hollande son souhait de voir le projet réalisé, estimant qu'elle « [serait] très étonnée que [la ligne] ne se fasse pas ». Le chef de l'État rencontre au même moment à l'Élysée des élus socialistes du Limousin pour leur réaffirmer son soutien et son application à suivre de près l'avancée du dossier, alors que les restrictions budgétaires semblent le remettre en cause,.
Plusieurs élus, dont le sénateur Jean-Pierre Raffarin, exigent la création d'une nouvelle gare TGV dans le sud du département de la Vienne, en forme de condition à leur soutien au projet.
Fin 2012, une grande opération de promotion du projet est lancée, par le biais de campagnes d'affichage sur panneaux et sur les transports en commun de l'agglomération de Limoges, de distributions de badges et d'autocollants.

### 2013: enquête d'utilité publique et avis négatif de la commission Mobilité 21

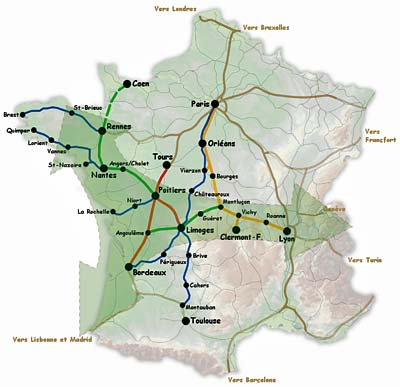
Depuis les propos de Brice Hortefeux en 2007, et avec insistance depuis 2012, le projet de LGV Paris - Orléans - Clermont-Ferrand - Lyon, dit POCL, ici en jaune sur la carte (option ouest), semble concurrencer le projet Poitiers-Limoges. Selon ses défenseurs, il mettrait Limoges à 2 h 10 (contre 2 heures par Poitiers) tout en faisant profiter de l'effet grande vitesse aux départements de l'Indre et de la Creuse notamment.

Longtemps sur une position ambiguë, les élus socialistes creusois décident le 2 mars de se prononcer officiellement contre le projet, à rebours de leurs homologues de Haute-Vienne et de Corrèze, en déclarant que « les intérêts de Limoges ne peuvent pas se bâtir sur les décombres de la Creuse ». Par la voix de l'Association des maires et adjoints de Creuse, qui demande que les élus creusois ne votent plus les crédits pour la LGV, cette annonce fait suite à un courrier de Daniel Bursaux, directeur des infrastructures des transports adressé aux élus du comité des financeurs de la ligne, qui indique que le nombre quotidien d'allers-retours entre Paris et Toulouse par Limoges serait ramené de onze à quatre afin d'asseoir la rentabilité du barreau Poitiers-Limoges. Le président de région Jean-Paul Denanot, défenseur de la LGV, s'offusque du courrier en question, même si d'aucuns rappellent qu'il était initialement défavorable au projet. Le 6 mars, Jean-Paul Denanot répond au scepticisme des élus creusois, à la lettre de Daniel Bursaux et au rapport Bianco préconisant de ne pas lancer de nouveaux chantiers LGV, en défendant la complémentarité entre la LGV et la ligne historique et refusant le retour aux débats clos par le débat public de 2006,,.
Ladite lettre suscite de nombreuses réactions en Limousin, mais aussi en Poitou-Charentes et dans le département de l'Indre, où par exemple la présidente de la chambre de commerce et d'industrie réclame la réouverture du débat public.
En mars, le nouveau maire socialiste d'Aurillac, Pierre Mathonier, fait part de son soutien au projet par le biais d'une lettre au maire de Limoges, parlant d'un « élément primordial du désenclavement d'Aurillac, tout comme l'indispensable amélioration des voies de communication, qu'elles soient ferroviaires et routières, avec Brive-la-Gaillarde », parlant de « Ligne à Grande Valorisation ». En revanche, l'association des maires de l'Indre comme le conseil de la communauté de communes Sarlat-Périgord noir votent des résolutions défavorables au projet.
Le 21 mars, un colloque est prévu à l'Assemblée nationale, sur le sujet de la modernisation de la ligne POLT, en présence du ministre des transports, du président de la SNCF et du président de RFF et de la députée socialiste de Corrèze Sophie Dessus et du député-maire socialiste de Guéret Michel Vergnier, ce qui est vu par Xavier Riboulet, rédacteur en chef à France 3 Limousin, comme un mauvais signal pour les soutiens du projet, majoritairement haut-viennois.
Parallèlement, les partisans de la ligne, dont les maires de Poitiers et de Limoges s'activent pour que le projet soit inscrit comme « priorité du budget national » et rappellent qu'en ce qui les concerne, le projet est « act[é] par un vote unanime ».
Le 30 avril, les préfets de Poitou-Charentes et du Limousin annoncent le lancement de l'enquête publique pour le 30 mai 2013 (courant jusqu'au 12 juillet), comme une « décision irréversible ». Fin mai, pour la première fois réunis en une Assemblée des territoires du POLT, à Châteauroux, les opposants politiques au projet ont fait part pour certains de leur soutien à une LGV POCL qui desservirait le Limousin par le nord-est et mettrait Limoges à 2 h 10 de Paris. Le sénateur socialiste de la Creuse Jean-Jacques Lozach plaide alors pour la nomination d'un préfet à même d'avoir « une vision globale de la desserte à grande vitesse du centre de la France », alors que le sénateur UMP du Cher Rémy Pointereau estime que l'apport d'1,5 million de voyageurs de la ligne POLT « peut donner un avantage décisif de rentabilité au tracé ouest de la LGV POCL. ».
L'enquête d'utilité publique est ouverte le 30 mai mais la Commission Mobilité 21, présidée par le député du Calvados Philippe Duron, chargée de hiérarchiser les grands projets d'infrastructure, ne retient pas le projet Poitiers-Limoges dans les premières priorités, le classant dans les projets à réaliser après 2030 seulement. La commission estime « [qu']il y a des priorités plus importantes pour les collectivités et les territoires », note que « le projet apparaît controversé quant à son intérêt et ses enjeux » et que les efforts devraient être consentis sur l'amélioration des circulations et des matériels dits Trains d'Équilibre du Territoire sur la ligne POLT.
Le Premier Ministre Jean-Marc Ayrault rend le 9 juillet 2013 ses arbitrages à partir des préconisations du rapport, et annonce que le gouvernement a décidé de suivre le scénario 2 de la commission, qui ne retient que le projet de LGV Bordeaux-Toulouse pour ses objectifs d'ici à 2030, reléguant des faits les autres projets, donc Poitiers-Limoges, à l'échéance 2030-2050,. Cette annonce suscite des réactions contrastées. Les opposants au projet affichent globalement leur satisfaction de voir le gouvernement suivre les préconisations du rapport Duron, et leur confiance dans l'abandon de la ligne : Claude Bertaud, président du Conseil général de la Vienne opposé au projet, le considère comme « abandonné ». Du côté des défenseurs de la LGV, si l'opposition de droite en Limousin s'inquiète de ce report manifeste, les responsables socialistes haut-viennois comme Alain Rodet ou Jean-Paul Denanot et le président de l'association de promotion du TGV Jean-Pierre Limousin font de nouveau part de leur confiance dans la réalisation du projet dans les délais prévus, ce dernier déclarant « [le Premier Ministre] annonce, que dans les projets TGV, la seule priorité c’est Bordeaux-Toulouse. Cela veut dire que tous les autres dossiers restent en compétition et le nôtre est celui qui est aujourd’hui le plus avancé, qui a donc le plus de chance d’aboutir. » L'ancien maire de Poitiers Jacques Santrot estime que « le Président de la République mettra son poids dans la balance ». En septembre, la commission d'enquête publique décide d'émettre un avis favorable, alors qu'un débat persiste sur la position de l’Élysée, plusieurs élus estimant que le Président de la République s'est rangé derrière l'avis de la Commission Mobilité 21 au même titre que le ministre des Transports, alors que les défenseurs de la ligne affirment toujours bénéficier du soutien de François Hollande,.
En novembre, Jean-Paul Denanot et Alain Rodet rappellent leur détermination et leur optimisme quant à une réalisation d'ici à 2022, s'appuyant notamment sur des perspectives positives concernant le financement d'ici à la déclaration d'utilité publique, censée intervenir d'ici à début 2015. Outre un recours à l'emprunt, ils avancent la participation d'élus de Dordogne et du Cantal, deux départements toujours intéressés par le projet, ainsi que celle de la Caisse des dépôts et consignations et de la Banque européenne d'investissement.
En décembre, l'organisation d'une réunion publique sur le sujet à Aurillac est l'occasion pour la presse de pointer à la fois l'enthousiasme persistant des élus socialistes haut-viennois, le soutien maintenu des cantaliens en dépit de doutes concernant le financement, tout autant que la faible affluence à cet événement.

### 2014: succession d'avis négatifs en attendant la DUP
Le dossier LGV est débattu dans la campagne des élections municipales de 2014, notamment autour de l'alliance à Limoges entre les deux tours des écologistes, opposés au projet, et des socialistes, qui en sont fervents défenseurs, et dont la liste fusionnée est battue par l'UMP Émile-Roger Lombertie, lui aussi favorable à la ligne.
En avril, le Conseil général de la Vienne réitère son refus de financer le projet en l'état.
En octobre, le soutien réaffirmé de François Hollande au projet après une réunion à l'Élysée avec les soutiens haut-viennois déclenche l'ire de plusieurs élus locaux et de la Fédération nationale des associations d'usagers des transports. Dans le courant du mois, la Cour des comptes publie un rapport dénonçant la gestion du réseau à grande vitesse français, point du doigt les échecs en matière de rentabilité, que ce soit sur les lignes réalisées - par rapport aux prévisions initiales, que sur les prévisions établies pour les projets, dont Limoges-Poitiers, jugeant par exemple que RFF « exagère significativement le niveau des trafics » et que « dans le meilleur des cas, la rentabilité n’atteindrait que 3,3 %, ce qui impliquerait un apport massif de subventions pouvant aller jusqu’à 80 % du fonctionnement de la ligne », rappelant que le financement par les collectivités n'est pas assuré, soulignant le « clivage » qui existe entre celles-ci, et estimant que les annonces politiques successives masquent de façon préjudiciable l'absence de crédibilité de la ligne projetée,.
En décembre, la lettre spécialisée Mobilettre fait savoir que le Conseil d'État émettrait un avis négatif concernant le projet de LGV Poitiers-Limoges, alors que la Déclaration d'utilité publique doit être prononcée avant le 12 janvier 2015,.

### 2015: déclaration d’utilité publique tardive et signaux défavorables
Contrairement à ce que les différentes déclarations effectuées en 2014 laissaient présager, le projet est finalement déclaré d'utilité publique le 10 janvier 2015,, deux jours avant la date butoir prévue par la loi. Cette décision déclenche une vague de protestations dans la classe politique et le milieu associatif locaux et la presse. La ministre Ségolène Royal, contresignataire de la déclaration d’utilité publique, déclare n'avoir agi que « par solidarité gouvernementale », réaffirmant son refus de la ligne. Le journal Le Monde évoque dès lors le projet comme « nouveau grand projet inutile ».
L'association " Anti LGV Limoges Poitiers et pro POLT", émanation du collectif limousin " Non à la LGV Limoges Poitiers OUI au POLLT" a déposé le 2 mars 2015, trois recours gracieux.
Les collectivités (départements de la Creuse, de la Vienne et de l'Indre, communauté d'agglomération de Châteauroux, communauté de communes des vallées du Clain, commune de Vernon) et les collectifs associatifs opposés déposent sept recours, l'Association " Anti LGV Limoges Poitiers et pro POLT", déposera le sien le 26 juin 2015, recours qui n'ont toutefois aucun effet suspensif sur la DUP, mais auxquels ni le gouvernement ni SNCF Réseau ne répondent dans le temps imparti par la loi.
En juin, la Commission européenne publie une liste de projets susceptibles de bénéficier de fonds communautaires au titre du Mécanisme pour l'interconnexion en Europe (MIE), mais la LGV n'en fait pas partie.
De passage à Limoges en novembre, le député européen et ancien président de région Jean-Paul Denanot reconnaît que le financement du projet n'est pas assuré et que seul un partenariat public-privé peut encore apporter les subsides nécessaires, alors que ce mode de financement mis en place pour la LGV Sud Europe Atlantique fait l'objet de vives critiques et que les banques du concessionnaire prévu menacent de suspendre leur participation si l'acteur public n'ajoute pas davantage de circulations sur la ligne visant à assurer sa rentabilité.
Comme en 2010, dans le cadre de la campagne des élections régionales de 2015 les principales têtes de liste prennent position sur le sujet. Bien qu'opposée au projet de LGV Bordeaux - Toulouse, la candidate de la droite et du centre Virginie Calmels soutient le projet Poitiers - Limoges, qu'elle juge « prioritaire pour désenclaver le Limousin », tandis que les candidats socialistes se divisent sur le sujet selon leur origine géographique, et que les écologistes, le Front de gauche mais aussi le Front national s'y opposent,. Vainqueur de l'élection après avoir fusionné sa liste avec celle des écologistes menée par Françoise Coutant, le président socialiste sortant d'Aquitaine Alain Rousset annonce renoncer à tout financement régional des projets de LGV, ayant consenti à cette prise de position dès le soir du premier tour pour assurer l'alliance avec EELV, suscitant l'inquiétude des soutiens limousins à la LGV. Il réitère toutefois rapidement son soutien de principe à la ligne,.

### 2016: annulation de la DUP puis nouvelle relance du projet

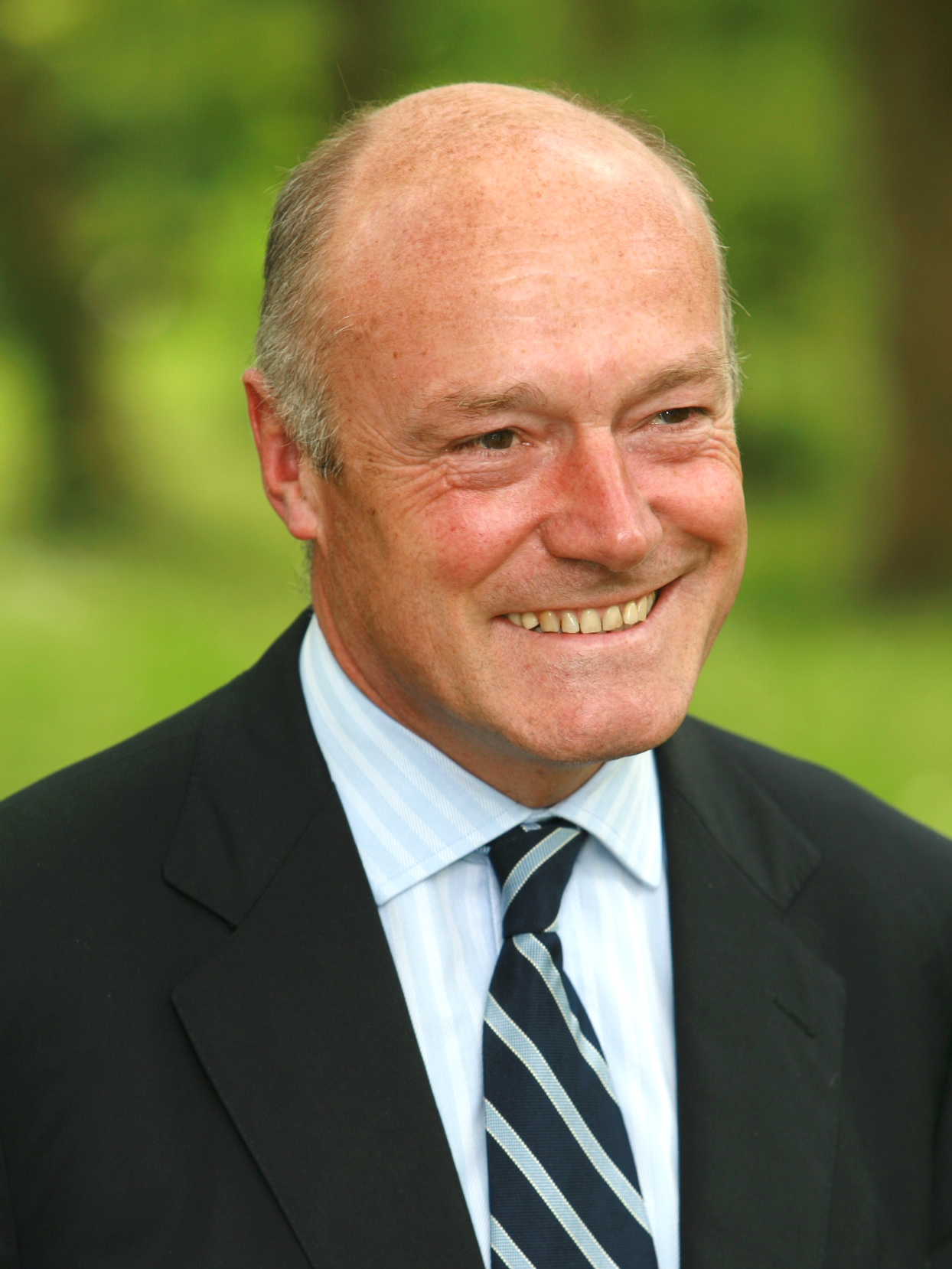
Le ralliement des écologistes aux socialistes au conseil régional de Nouvelle-Aquitaine a été conditionné par les premiers en janvier 2016 au renoncement du financement de la LGV, mais le président Alain Rousset est revenu à plusieurs reprises sur cette promesse au cours de l'année 2016.

Le tournant de l'année 2016 est marqué par les courriers de plusieurs des principaux élus de Haute-Vienne et de Corrèze et du maire de Poitiers à l'intention de François Hollande, demandant une rencontre et surtout que l'Europe revienne sur son refus de financer le projet, comme elle l'avait annoncé en juin 2015. Le Président réitère son soutien à la LGV lors de ses vœux aux Corréziens en janvier.
La municipalité de Bellac prononce à l'unanimité son désaccord vis-à-vis du projet, début mars, en énumérant une série d'arguments environnementaux, territoriaux, techniques et financiers.
La liaison TGV Brive-la-Gaillarde – Lille-Europe, déficitaire, remplie à seulement 20 % au départ de Limoges, est supprimée à la fin du mois de mai 2016, en raison du désengagement financier de la SNCF et du refus des régions traversées de le compenser. Cette suppression est perçue comme un mauvais signal à l'égard de l'avenir de la liaison POLT par l'association Urgence POLT, et est également déplorée par l'association anti-LGV Poitiers-Limoges.
Le 22 mars 2016, les avocats des collectifs d'opposants au projet font état dans la presse d'une très probable annulation de la déclaration d'utilité publique, alors que le rapporteur public est censé motiver le lendemain devant le Conseil d'État l'avis qu'il porte à l'égard des recours déposés contre le projet début 2015. Le Collectif des riverains et impactés (CRI) reconnaît alors que « le Conseil d’État est aujourd’hui confronté à un choix délicat qui nécessite du courage : soit il annule le décret de DUP en contredisant le Premier Ministre (qui a signé ce décret) et certains "grands élus" de Haute-Vienne qui l’y ont plus qu’incité, soit il contredit sa section des travaux publics (qui avait rendu un avis négatif sur le projet de LGV), la Cour des Comptes (qui a démontré que cette LGV serait un gouffre financier) et maintenant son rapporteur public ». Le 23 mars, effectivement, le rapporteur public préconise une annulation de la DUP, le Conseil d'État devant prononcer son avis définitif avant la fin avril,. Cet avis suscite de nombreuses réactions dans la classe politique locale : Renaud Lagrave, vice-président du Conseil régional d'Aquitaine-Limousin-Poitou-Charentes, estime que « le rapporteur n’a visiblement pas compris qu’il y avait derrière un enjeu de développement économique et d’aménagement du territoire », ajoutant que « cette infrastructure, on en a besoin pour désenclaver », tandis que le premier vice-président du même Conseil et élu limousin Gérard Vandenbroucke souligne qu'Angoulême, Bordeaux et Poitiers bénéficient déjà de la grande vitesse, reprochant à « ceux qui se réjouissent de cet avis [de se tirer] une balle dans le pied. » Cette perspective suscite également l'inquiétude de l'entreprise de porcelaine Bernardaud, qui n'exclut pas déménager son siège social à Paris si la LGV ne se faisait pas.
En réaction, l'association de promotion de la LGV adresse un courrier présenté par la presse comme celui « de la dernière chance » à François Hollande le 4 avril, suscitant la colère du Collectif des riverains et impactés qui y voit « une tentative de pression sur des juges indépendants, en violation du principe de séparation des pouvoirs ». Le 11 avril, en déplacement à L'Isle-d'Espagnac (Charente), Alain Rousset se prononce un faveur d'un passage en force, indépendamment de la position du Conseil d'État, ce qui suscite la colère des élus écologistes qui s'étaient alliés à lui au nom de l'abandon du financement du projet.
Le 15 avril 2016, le Conseil d'État annonce finalement annuler la déclaration d'utilité publique,,. S'il reconnaît que le projet pouvait être justifié en termes de réduction des nuisances et dangers routiers et de désenclavement d'un territoire « faiblement [pourvu] en grandes infrastructures de transport », il estime que « l’évaluation économique et sociale (...) présentait des insuffisances qui avaient été de nature à vicier la procédure d’adoption du décret » en ce que le dossier soumis à enquête publique en 2013 « ne contient (...) aucune information précise relative au mode de financement et à la répartition envisagée pour le projet », et « que les inconvénients du projet l’emportaient sur ses avantages, de sorte que le projet n’était pas d’utilité publique ». Le coût élevé des travaux, la voie unique rendant périlleux le respect des temps de parcours et l'important délai entre les expropriations et le début du chantier sont des arguments majeurs de l'avis du Conseil d'État.
Le quotidien régional La Nouvelle République qualifie cette décision d'« acte de décès » du projet.
Cette décision est saluée par l'association " Anti LGV Limoges Poitiers et pro POLT", le Collectif des riverains et impactés, le Collectif Non à la LGV Poitiers-Limoges, la Chambre de commerce et d'industrie de l'Indre, plusieurs élus et collectivités comme le maire de Châteauroux Gil Avérous, le département de l'Indre pour qui « cette décision souligne l'impérieuse nécessité de la modernisation de la ligne Polt »,, EELV Poitou-Charentes, l'ancien maire UMP de Montmorillon Guillaume de Russé, le député PS de la Vienne Jean-Michel Clément, ou le groupe Front de gauche du conseil municipal de Limoges, par l'association Urgence POLT qui voit dans cette décision un encouragement supplémentaire à œuvrer pour la rénovation de la ligne classique. D'anciens élus Front de gauche à la région Limousin en appellent dès lors à « arrêter les frais et récupérer ce qui peut l’être encore, notamment la provision de 40 % prévue par la convention sur la participation à la LGV Bordeaux-Tours en 2011, en cas d’absence de DUP ».
En revanche, cette annulation est déplorée par plusieurs élus du Limousin et des territoires voisins, comme Gérard Vandenbroucke qui la juge « extrêmement grave », Alain Rodet qui y voit une « tragédie pour le Limousin », Émile-Roger Lombertie pour qui cette décision « équivaut à rayer [Limoges] de la carte ferroviaire du XXIe siècle, et à rejeter dans l’ombre, des territoires déjà en proie à des difficultés économiques », Dominique Bussereau, ou encore le maire de Brive Frédéric Soulier qui craint un « enterrement de première classe » pour le territoire, en appelant au Président de la République pour un maintien du projet indépendamment de la décision du Conseil d'État. L'association Altro 16, qui milite pour un réseau à grande vitesse entre Atlantique et vallée du Rhône, déplore ce choix, ajoutant qu'« opposer le POLT et la ligne nouvelle Poitiers-Limoges, c'est limiter le débat aux seules relations du Limousin avec Paris et c'est figer le territoire desservi par le POLT ». Le président de la Chambre de commerce et d'industrie de Limoges, Jean-Pierre Limousin, et le groupe socialiste du conseil municipal de Limoges, estiment toutefois qu'une nouvelle DUP est envisageable si le projet est repensé. Le maire PS de Tulle et conseiller spécial de François Hollande à l'Élysée, Bernard Combes, réagit cependant en certifiant que le Président n'ira pas à l'encontre du Conseil d'État et exprime ses doutes quant à l'opportunité d'une nouvelle DUP, préférant « à cette LGV qui apparemment n'a pas l'air de plaire » l'amélioration des lignes classiques POLT et Limoges-Poitiers par Bellac.
Reçus par le secrétaire d'État aux Transports Alain Vidalies le 3 mai à Paris, les élus haut-viennois soutenant le projet prennent acte du refus du gouvernement de passer outre à la décision du Conseil d'État, mais envisagent de proposer une nouvelle demande de DUP après avoir repensé le projet. Le président du Conseil départemental de la Haute-Vienne Jean-Claude Leblois rapporte : « Nous avons fait état de notre unité de point de vue et expliqué qu’il n’y avait pour nous aucune alternative possible » à la LGV. En juin, ce dernier déclare être « dans l'offensive », estimant que sans LGV, « [il n'y aura] plus de développement pour la Haute-Vienne (...) plus d'emplois, plus d'activités », tandis que le chef de l'opposition de droite au département, Raymond Archer annonce ne pas croire en une relance du dossier.
Le 2 juin 2016, quatre membres du cabinet du secrétariat d'État aux Transports reçoivent les associations d'opposants : le collectif poitevin "Non à la LGV Poitiers Limoges", la CRI et l'association " Anti LGV Limoges Poitiers et pro POLT";
La presse annonce qu'une décision (passage en force, sollicitation d'une nouvelle DUP, abandon du projet) sera prise durant l'été, ce qui n'est finalement pas le cas.
Invité de l'émission Dimanche en politique sur France 3 Limousin le 11 septembre, Alain Rousset déclare assurer un soutien de la région en cas de nouveau financement sérieux du projet.
Lors d'un déplacement à Brive-la-Gaillarde le 8 octobre 2016, François Hollande annonce finalement une relance du projet, estimant « qu'il ne faut pas perdre l'idée de la LGV », qu'il va falloir « mieux armer le dossier sur le plan financier et faire en sorte de [se] prémunir d'une nouvelle annulation », tout en déclarant que « si on fait une infrastructure, ce n'est pas toujours pour qu'elle soit rentable financièrement. C'est aussi parce qu'elle obéit à une logique d'aménagement du territoire ». Il annonce également dans son discours qu'une consultation a été ouverte par le Ministère des Transports de manière qu'une autorité remette l'ensemble du sujet « au clair »,.
Cette annonce suscite la désapprobation de plusieurs médias,, élus (comme le secrétaire national d'EELV David Cormand qui y voit un « entêtement », le député PS Jean-Michel Clément qui parle de « débat sans lendemain », ou la cheffe de file des écologistes au conseil régional de Nouvelle-Aquitaine Françoise Coutant, dont l'alliance avec les socialistes, signée à la condition de l'abandon du projet, avait déjà été fragilisée en avril) et collectivités, notamment de la part du Conseil départemental de la Vienne qui adopte une motion « d'opposition constante » en invoquant une nouvelle fois l'absence totale de financement et la non viabilité économique de l'exploitation de la ligne. Le conseiller régional LR de la Vienne Olivier Chartier estime que « François Hollande abuse de sa position au mépris de toutes les recommandations » et voit dans cette annonce « le début de la campagne électorale » du Chef de l'État. Les opposants continuent de penser que la LGV est « cliniquement morte ».
Fin novembre, SNCF Réseau renonce à acheter les terrains préemptés pour le projet, tout en rappelant que ce sera à l'État de prendre une décision sur le projet,. Cette décision est saluée par les opposants, qui comme le conseiller départemental du canton de Vivonne Gilbert Beaujaneau, y voient un signal pour que « les documents d'urbanisme de l'ensemble des communes touchées soient mis en compatibilité avec le nouvel état de droit, c'est-à-dire que ce projet de LGV Poitiers-Limoges soit purement et simplement rayé de la carte ».
L'ancien président socialiste du Limousin et député européen Jean-Paul Denanot estime probable une relance du projet autour d'un nouveau tracé, se greffant sur la LGV Tours-Bordeaux à Ruffec et ralliant Limoges en traversant le nord du département de la Charente. Cette suggestion est récusée par le président du conseil départemental, François Bonneau, qui y voit le « rêve éveillé d’un élu du Limousin ».
Alors que François Hollande renonce à se représenter à l'élection présidentielle de 2017, Manuel Valls, le jour de sa démission du poste de Premier ministre, confie à Michel Delebarre, sénateur socialiste du Nord et ancien maire de Dunkerque, une mission « ayant pour objet l'amélioration de l'accessibilité de Limoges, du Limousin et des territoires limitrophes »,. Le lancement de cette mission est vu par la presse régionale comme une confirmation de l'abandon du projet de LGV.

### 2017: vers l'abandon du projet

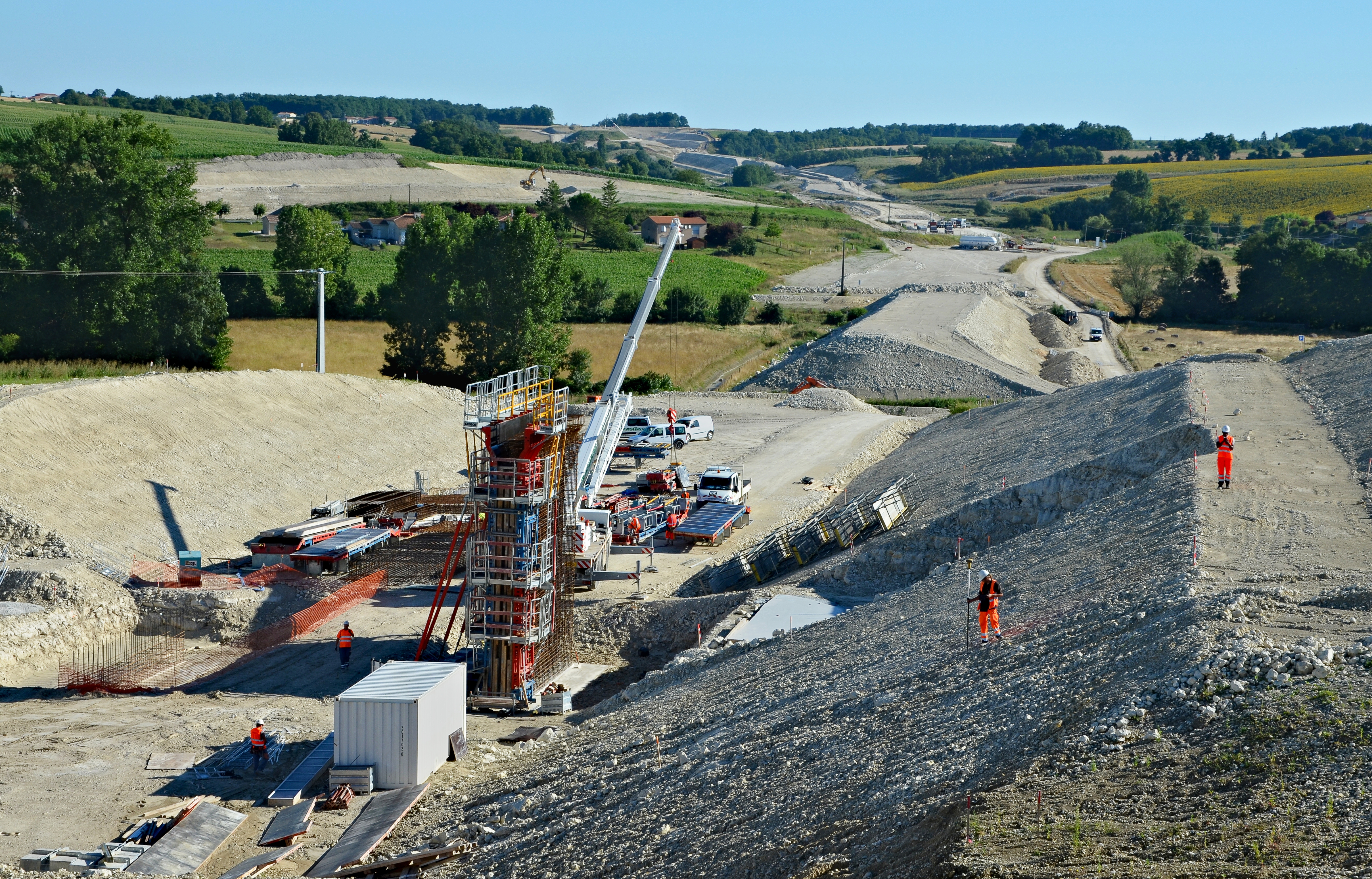
L'abandon du projet en 2017 par Emmanuel Macron pousse certaines collectivités à exiger de l'État un remboursement des frais engagés pour la construction de la LGV Sud Europe Atlantique (ci-dessus en chantier en 2013), barreau conditionnant initialement la réalisation de la LGV Poitiers-Limoges.

Lors de ses vœux aux Corréziens à Tulle, le 7 janvier, François Hollande affirme souhaiter que le dossier soit repris, mais insiste sur la nécessité d'une « opération équilibrée » et estime que « d'ici là, il faut aussi améliorer la desserte Paris-Limoges », évoquant l'altération du temps de parcours sur la liaison depuis le début de sa carrière politique en Limousin et appelant à ce que les engagements financiers sur la ligne classique se traduisent sur la période 2015-2020.
En février, un ancien cadre de la SNCF, Christian Jouhaud, lance une pétition en ligne réclamant l'utilisation des anciennes rames TGV Atlantique sur la ligne POLT, ce qui selon l'argumentaire pourrait favoriser une réduction du temps de parcours entre Paris et Limoges aux alentours de 2h50 et un plus grand confort. Cette pétition suscite l'intérêt des médias et de certains élus locaux,.
Élu président de la République, Emmanuel Macron déclare à l'occasion de l'inauguration de la LGV Bretagne-Pays de la Loire le 1er juillet 2017 à Rennes, que « le rêve des cinq prochaines années ne doit pas être un nouveau grand projet comme celui-là », semblant signifier le renoncement de l'État à soutenir de nouveaux projets de lignes à grande vitesse au-delà des projets pour lesquels la DUP est engagée. En réaction, le président de Limoges Métropole Gérard Vandenbroucke et le président du conseil départemental de la Haute-Vienne Jean-Claude Leblois annoncent exiger un remboursement des frais engagés par leurs deux institutions dans la réalisation de la LGV Sud Europe Atlantique, inaugurée le même jour (demande portée par recours contre l'État en mars 2018). Le président de l'exécutif départemental estime à cette occasion que le chef de l'État a « rompu la confiance qu'il y a entre les territoires et l'État ». Cette demande paraît impossible concernant les sommes avancées par la région Limousin, disparue depuis 2016. Isabelle Briquet, maire PS du Le Palais-sur-Vienne, commune haut-viennoise située à l'extrémité du tracé initial et vice-présidente de l'agglomération de Limoges, évoque un traitement « limite malhonnête ». Le maire de Limoges Émile-Roger Lombertie se dit « favorable aux demandes de remboursement s'il n'y a pas de possibilité de raccordement à Poitiers et à la LGV Tours-Bordeaux », et plaide pour une position commune des élus locaux.
Après un premier ajournement en avril, le 27 juillet 2017, Michel Delebarre remet son rapport « Accessibilité du Limousin et des territoires limitrophes », commandé par Manuel Valls en décembre 2016. Parmi les préconisations proposées par le sénateur, figurent l'abandon du projet de LGV, l'électrification de la ligne classique entre Poitiers et Limoges, le passage de rames TGV sur cette dernière, mais aussi l'amélioration de la ligne POLT, l'aménagement de la RN 147 et la relance de la liaison TGV entre Brive et Lille, suspendue au printemps 2016, l'objectif étant de parvenir à une amélioration du temps de parcours entre Paris et Limoges via Poitiers comme via Orléans,. France 3 Limousin ironise sur cette annonce en rappelant qu'en 1990, Michel Delebarre alors ministre des Transports promettait l'arrivée du TGV à Limoges. Ces annonces sont fraîchement accueillies par les élus favorables au projet LGV. Gérard Vandenbroucke juge très durement le rapport, qu'il assimile au « petit rapport de petit boutiquier qui compte ses sous à la fin de la journée et qui n'a pas une ambition qui dépasse le lendemain ». Frédéric Soulier, maire de Brive, critique quant à lui l'absence de prise de position forte, voyant dans cette argumentation une « conciliation des contraires », position partagée par Jean-Pierre Limousin, président du CESER de Nouvelle-Aquitaine et ancien président de la CCI de Limoges. L'absence de considération des liaisons ferroviaires transversales est aussi un grief fait à l'encontre du rapport par certains responsables. Le rapport est en revanche accueilli plus favorablement par certains opposants,, ainsi que par la ministre des Transports Élisabeth Borne.
Dès lors, le projet paraît abandonné.

### Après l'abandon
En 2019, le quotidien poitevin La Nouvelle République fait observer que le rapport Delebarre n'a été suivi d'aucune décision de la part de l'État, et que la ministre Élisabeth Borne ne s'est pas prononcée sur ses conclusions.
En janvier 2023, Michel Bernardaud, président-directeur général de l'entreprise de porcelaine de Limoges Bernardaud, défend la relance du projet, qu'il juge nécessaire pour éviter le déménagement du siège social de sa société à Paris, et plus convaincant que la création d'une autoroute entre Limoges et Poitiers ou la modernisation de la ligne classique. Lors de la venue du ministre des Transports Clément Beaune à Limoges début mars, dans la perspective d'une amélioration de la desserte sur la ligne classique, il réitère cette demande, à laquelle Pierre Massy, président de la Chambre de commerce et d'industrie de Limoges et de la Haute-Vienne, répond qu'« on est dans une telle situation qu'on ne peut absolument rien écarter ».

## Enjeux
Selon RFF, les enjeux majeurs auxquels l'arrivée de la grande vitesse sont censés répondre se résument en trois axes :
- un meilleur accès à l’Île-de-France et aux métropoles nationales et européennes desservies par la grande vitesse ferroviaire,
- un accompagnement de l’ouverture sur la façade atlantique,
- un renforcement des relations interrégionales, par une amélioration de l’offre de transport entre les deux grandes agglomérations de Poitiers et Limoges, mais aussi par une meilleure complémentarité des réseaux locaux de transport.

Ces grands axes se déclinent en plusieurs bénéfices potentiels : développement socio-économique, démographique, urbain et touristique et meilleure collaboration entre les territoires.

### Enjeux de développement socio-économique
La construction de ligne est vue par les défenseurs du projet comme prometteuse en ce qui concerne l'économie de la connaissance. La LGV apparaîtrait comme un argument de compétitivité pour accompagner la reconversion industrielle de Limoges et la diversification économique de Poitiers autour de leurs pôles de compétitivité et de leur fonction technopolitaine, mais aussi de maintenir l'activité des sièges sociaux des grandes entreprises de Limoges (notamment Legrand ou les grandes entreprises porcelainières). En effet, RFF estime que compte tenu du coût croissant du facteur temps dans les déplacements et de l'internationalisation de ces entreprises, le risque de délocalisation des sièges est à considérer. La LGV serait alors un argument pour leur maintien, comme elle pourrait être un levier pour la tenue de grands événements et pour le tourisme d'affaires (colloques, congrès). Après l'annulation de la DUP en 2016, le président de la région Aquitaine-Limousin-Poitou-Charentes Alain Rousset déclare que « si Legrand décide de déménager, on ne pourra pas leur en vouloir ».
L'argument de la dynamisation touristique est régulièrement avancé. La synthèse du dossier d'étape no 1 de juillet 2009 estime que la LGV constitue une opportunité notamment pour consolider la fréquentation touristique des deux pôles majeurs que sont le Périgord et le Quercy tout en favorisant l'accès via un mode de transport à l'empreinte environnementale modérée. Il s'agirait également de promouvoir le potentiel de Brive et de Limoges en termes de tourisme urbain de courts séjours et de renforcer leurs potentialités.

### Prise en compte du projet Transline et intégration européenne

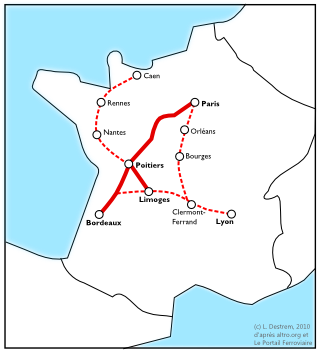
Le schéma de principe de Transline : réaliser les trois liaisons transversales ferroviaires Nantes-Lyon, Lyon-Bordeaux et Bordeaux-Nantes en s'appuyant sur les branches de la LGV Sud Europe Atlantique dont le barreau Poitiers-Limoges. Ce projet, défendu par l'association ALTRO, est notamment soutenu par le géographe clermontois Pascal Desmichel.

La bonne connexion du projet aux projets voisins est un argument brandi par les promoteurs de la LGV au nom de l'intégration nationale et européenne du Centre-Ouest de la France, en ce qu'elle pourrait être levier de développement, de visibilité et de fierté des populations locales,,.
L'Association Alpes Logistique Transport Ouest (ALTRO) défend l'idée que ce projet ne doit pas se limiter au seul trafic des voyageurs entre le Centre Ouest et la capitale. Il doit être le moyen de réactiver et de développer les liaisons ferroviaires transversales afin de combler le déficit de relations ferroviaires performantes Est-Ouest dans ce vaste secteur géographique que constitue le nord du Massif central. Le barreau Limoges-Poitiers doit être conçu comme le premier élément du réseau Transline pensé pour sa multi-fonctionnalité aussi bien pour le transport des voyageurs que celui du fret.
- À court terme : un groupe réunissant des Chambres consulaires, des acteurs économiques et des collectivités locales s'est créé à Rennes le 3 juillet 2009 pour travailler à la mise en œuvre de nouvelles dessertes par Trains Rapides Inter Agglomérations (TRIA) qui s'appuieraient sur l'utilisation du barreau Limoges-Poitiers tel qu'il est conçu par RFF pour les liaisons suivantes :

- Brive - Limoges - Poitiers - Tours - Angers - Nantes - Rennes ;
- Limoges - Poitiers - Niort - La Rochelle ;
- Guéret - Limoges - Poitiers - Angoulême - Bordeaux.
- À plus long terme : la loi sur le Grenelle Environnement prévoit le doublement de la liaison Paris - Lyon par la constitution d'une nouvelle ligne LGV Centre France qui desservirait le Massif central. Elle pourrait être reliée à la LGV Poitiers-Limoges, en premier lieu, par la modernisation et l'électrification de l'axe Limoges - Montluçon, puis par la réalisation d'un barreau LGV permettant cette ouverture vers l'Est du Massif central.

Cependant, la réalisation d'ouvrages d'art et d'une section du barreau Limoges-Poitiers avec une seule voie pourrait faire obstacle au développement de la ligne et l'accueil d'autres trafics transversaux sur le long terme. Prévoir dès maintenant la prise en compte de certaines mesures conservatoires comme la possibilité d'accueillir le trafic Fret ou la pose d'une seconde voie serait une façon de faciliter les évolutions de ce projet. Lors du comité de concertation du 26 janvier 2010 à Limoges, RFF a précisé, qu'à la demande du comité des financeurs, une étude comparative serait menée dans la deuxième phase d'élaboration du projet pour évaluer les différences de coût d'une mise à double voie intégrale de l'infrastructure ou de la mise en œuvre de mesures conservatoires pour permettre la pose de cette deuxième voie à une échéance ultérieure. Cependant, ces études ne prévoient pas encore la possibilité d'y faire circuler des trains de fret.

### Enjeux annexes ou indirects

#### Prise en compte de l'environnement
Plusieurs enjeux environnementaux sont posés par la construction de la ligne : le bruit et les vibrations, la prise en compte des exploitations agricoles, la présence de sites industriels sensibles comme la centrale nucléaire de Civaux ou l'usine de papeterie de Saillat-sur-Vienne, classée SEVESO, la préservation de la biodiversité et des ressources en eau notamment.
La prise en compte de ces enjeux fait l'objet de plusieurs dispositions. Sur l'ensemble de la zone concernée par le projet, RFF a envisagé cinq mesures à appliquer pour la réalisation d’une infrastructure de transport intégrée à son environnement :
- les abords des grands centres urbains comme Limoges et Poitiers ;
- la forte présence d’un habitat rural diffus ;
- l’existence de nombreux cours d'eau et de vallées présentant un intérêt écologique et paysager reconnu ;
- les zones à forte valeur patrimoniale, comme le Montmorillonais, les monts d'Ambazac, Bellac ou Confolens… ;
- une agriculture fortement marquée par l’élevage et qui concourt à la spécificité des espaces ruraux et à leur attractivité touristique.

#### Investissements annexes de transports

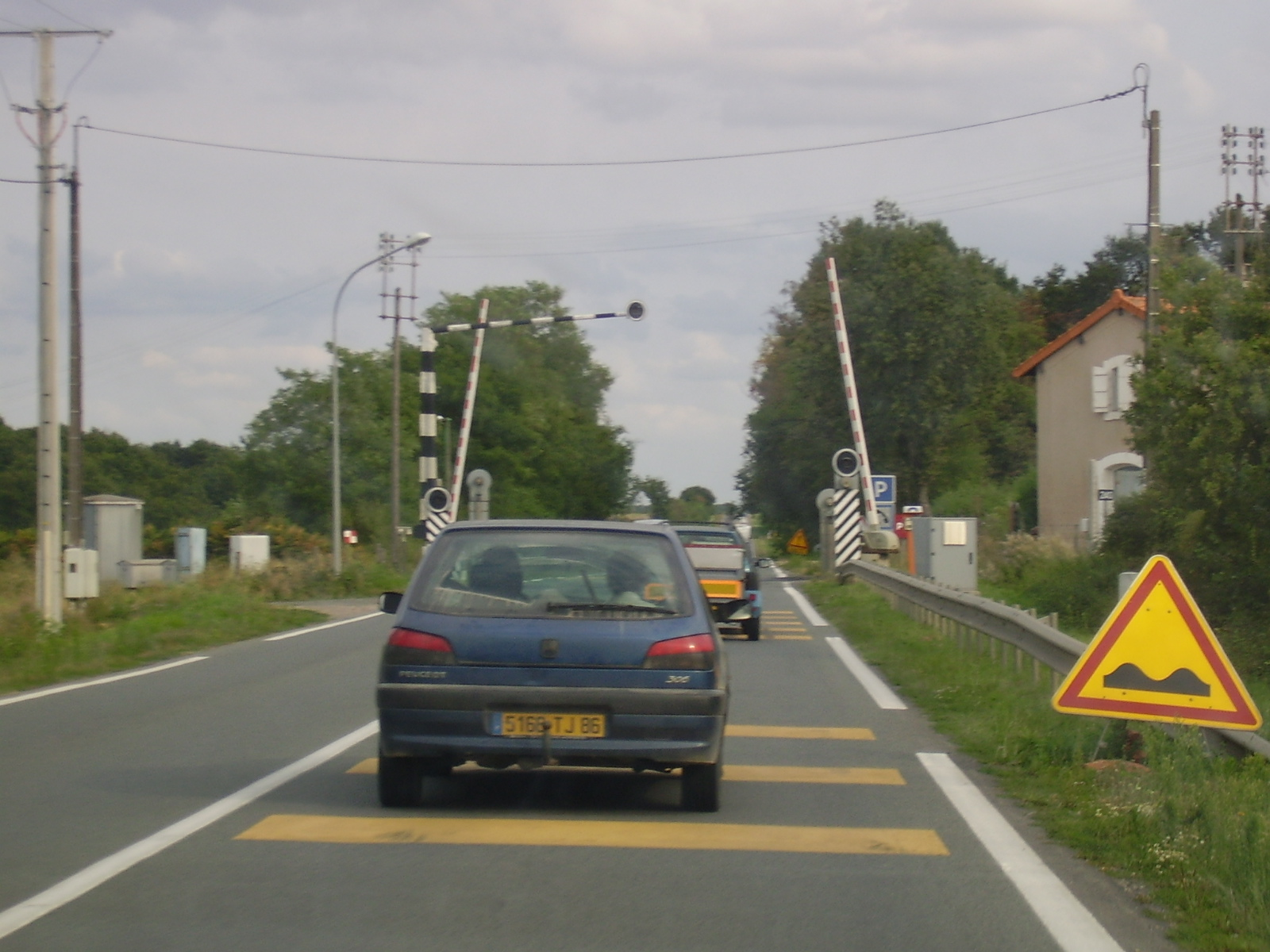
L'amélioration de la route nationale 147, liaison entre Poitiers et Limoges perçue comme accidentogène, est un enjeu corrélé aux débats sur l'opportunité de la LGV.

Dès 2006, le projet intègre la nécessité d'améliorer les infrastructures ferroviaires voisines (Limoges - Guéret, ligne POLT…) pour permettre aux territoires environnants de bénéficier de l'effet de la grande vitesse d'une part, et d'assurer la desserte fine de ceux-ci,.
Au début des années 2000, il existe un projet de mise en 2 x 2 voies de la route nationale 147, entre Limoges et Poitiers, axe routier très fréquenté et accidentogène. Le lancement du projet de ligne à grande vitesse s'accompagne néanmoins en 2006 d'un abandon provisoire des études sur la transformation de la liaison routière, au profit du financement des études sur la LGV, voire du découpage en plusieurs tronçons de la réalisation de la future autoroute. Plusieurs acteurs estiment que la LGV trouverait pourtant sa pertinence dans la réalisation conjointe d'améliorations sur la desserte routière.
Alain Rousset, président de la Région Nouvelle-Aquitaine, affirme en décembre 2016 son soutien à la réalisation de travaux d'amélioration de la liaison routière, tout en reconnaissant ses doutes quant à la réalisation de la LGV, tout en continuant de soutenir son principe. En juillet 2017, à l'annonce du probable abandon définitif du projet de LGV par Emmanuel Macron, le maire de Limoges réaffirme son soutien à l'amélioration de la RN 147 mais aussi au développement de l'aéroport de Limoges-Bellegarde.

#### Aménagements urbains
L'arrivée du TGV à Limoges est censée entraîner une mutation des quartiers qui environnent la gare, et appelle des projets d'aménagement urbain.
Profitant du départ définitif et total de l'armée de Limoges d'ici à 2011, le député-maire Alain Rodet évoque en 2009 la possibilité de faire du terrain de la caserne Marceau, situé à 400 m de la gare des Bénédictins, un quartier d'affaires respectant la norme Haute qualité environnementale, avec hôtellerie, bureaux, entreprises du tertiaire, tout cela passant nécessairement par une destruction des bâtiments de la caserne. Cette perspective est traduite dans le Contrat de redynamisation du site de défense de Limoges, signé par le préfet et la Ville le 28 avril 2011, lequel stipule que « la réaffectation de la caserne Marceau s'étudie en lien direct avec l'arrivée du TGV qui lui ouvre de réelles opportunités de réaffectation notamment au bénéfice d'activités économiques ou touristiques ». La détermination du projet de réaménagement fait l'objet de débats et d'affrontements de projets au sein du conseil municipal de la ville, notamment à l'issue de la mandature suivante, celle d'Émile-Roger Lombertie, élu en 2014, qui engage la destruction d'une partie des bâtiments. Les élections municipales de 2014 et 2020 voient les listes opposer différents projets et différentes démarches quant au devenir du site de la caserne, alors que la perspective d'arrivée du TGV est finalement écartée.

## Impact

### Dans la culture
Le « TGV Poitiers-Limoges » est évoqué à plusieurs reprises par Bernadette Chirac, interprétée par Catherine Deneuve, dans le film Bernadette de Léa Domenach, sorti au cinéma en 2023,.

## Oppositions

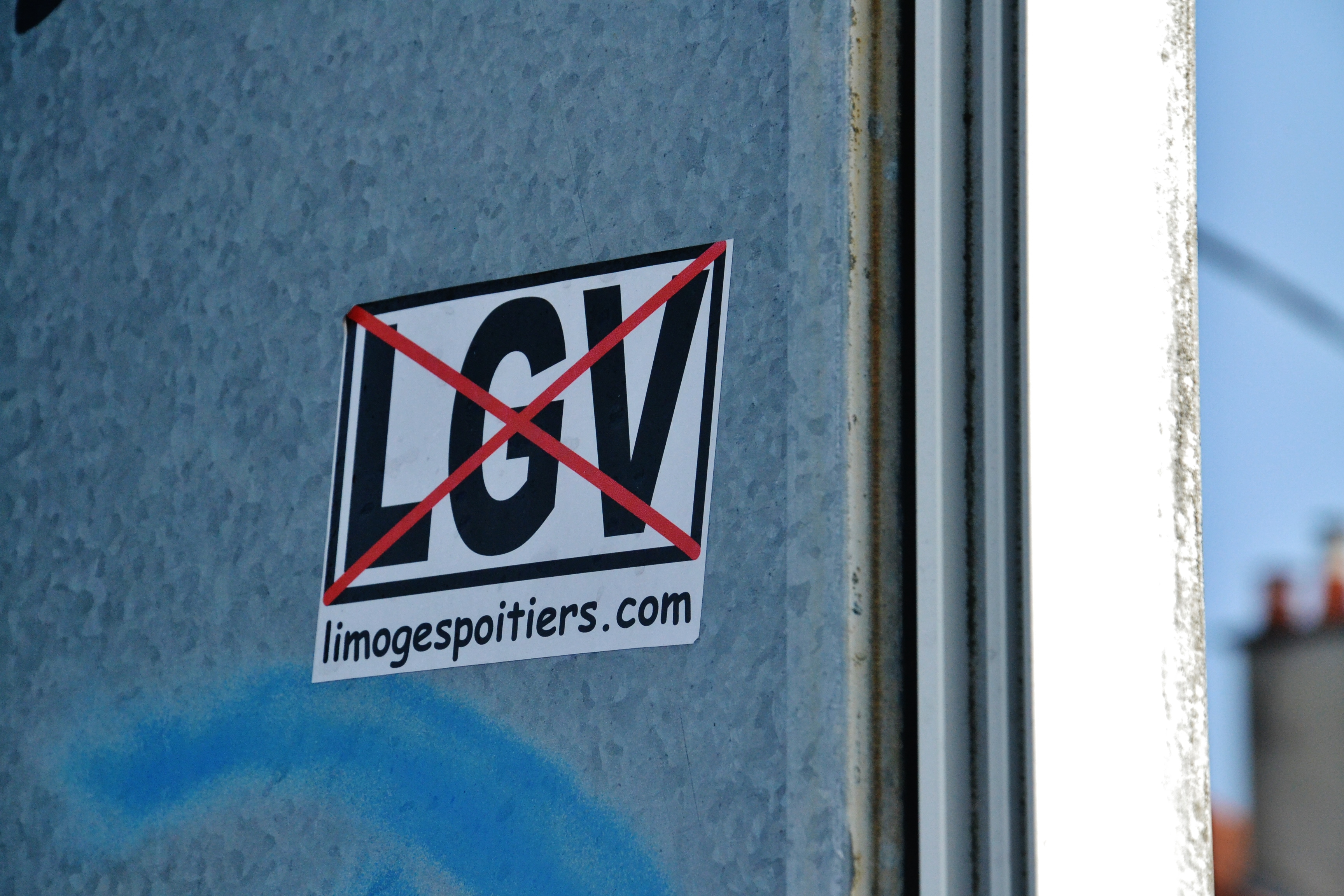
Autocollant hostile au projet dans une rue de Limoges en 2013.

Dès son émission sous sa forme la plus aboutie en 2006, le projet de LGV suscite un grand nombre de critiques et d'oppositions. Celles-ci s'appuient sur différents arguments. Ainsi, en 2010, la Fédération nationale des associations d'usagers des transports cite le projet parmi une série de « caprices d'élus », ciblant à la fois des enjeux démocratiques, financiers et environnementaux mal considérés.
Les élus du Conseil Régional de Poitou-Charentes, ainsi que ceux de la Vienne expriment leur opposition au projet dans l'état, et refusent de participer à son financement. Un collectif d'opposants à la LGV s'est organisé qui regroupent sur la région Poitou-Charentes et sur le Limousin des citoyens, des associations, des syndicats, des partis politiques qui s'opposent au projet.
À partir du printemps 2009, les réunions publiques d'information animées par les associations se multiplient ainsi, dans plusieurs communes du Limousin et de Poitou-Charentes.
Depuis janvier 2010, certains membres du Collectif contre la LGV Poitiers Limoges, et pour la ligne POLT sont signataires de la Charte d'Hendaye, texte émanant d'associations anti-LGV et collectifs écologistes français, italiens et espagnols, réunis le 23 janvier 2010 dans cette commune frontalière des Pyrénées-Atlantiques.

### Arguments

#### Arguments territoriaux

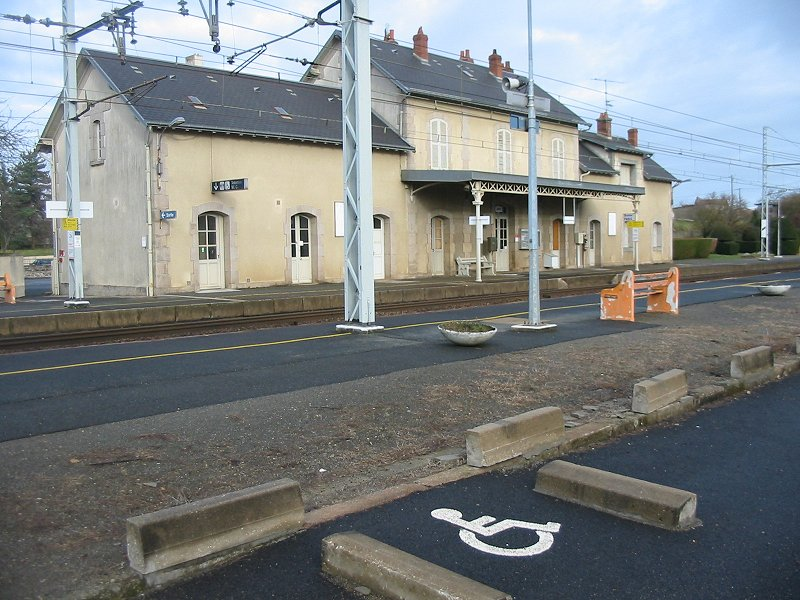
La gare de Saint-Sébastien.

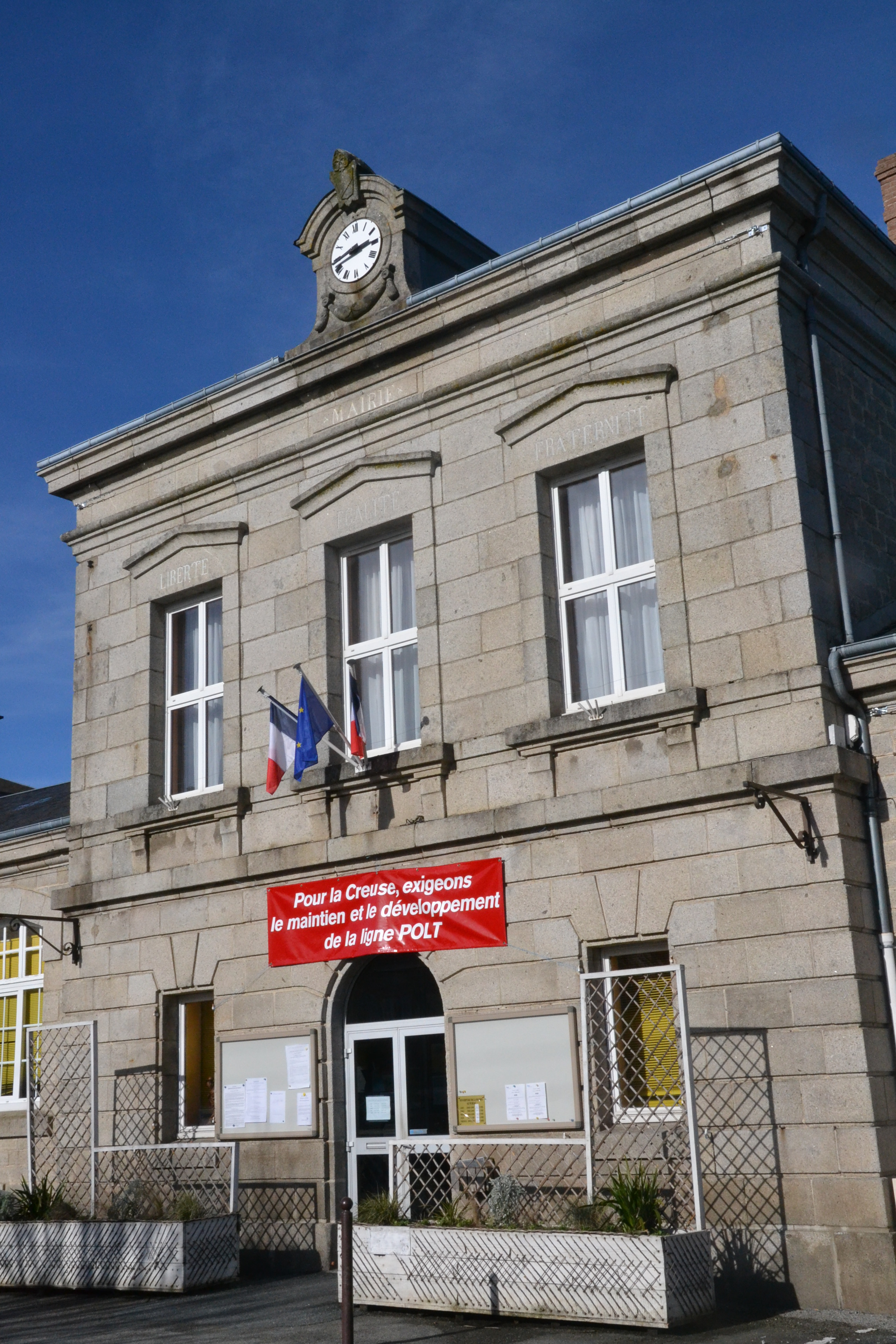
Le débat sur l'opportunité d'une ligne à grande vitesse entre Poitiers et Limoges s'est cristallisé autour d'un affrontement entre partisans de la ligne nouvelle et opposants à ce projet, qui y préfèreraient une modernisation de la ligne classique POLT. Cette position est majoritairement défendue par les élus creusois (ici, la mairie de Sainte-Feyre arborant en 2014 une banderole de soutien à la ligne POLT).

L'idée de la mise en place d'une telle ligne est initialement soutenue par une majorité d'élus de la Haute-Vienne et de la Corrèze, mais les élus de la Creuse, estimant leur territoire à l'écart des bénéfices de la ligne, s'opposent rapidement au projet.
Les personnels, riverains et élus de la commune et de la gare de Saint-Sébastien, en Creuse, sur la ligne Paris-Limoges, ont créé un comité de défense, déplorant l'arrêt de dessertes locales dû à l'amélioration des liaisons nationales.
Des élus de certaines zones, comme François Gerbaud, sénateur UMP de l'Indre, Louis Pinton, président du conseil général de l'Indre, ainsi que des associations comme Les Amis de la Terre du Limousin, ATTAC et même la CGT-Cheminots, déplorent également l'abandon du projet POLT pour le barreau Limoges-Poitiers, qui selon eux favorisera uniquement Limoges, pénalisant les départements limitrophes, tels l'Indre, la Corrèze et surtout la Creuse. L'ouverture de la LGV doit en effet s'accompagner d'une réduction des dessertes sur la ligne classique, rentabilité oblige. La municipalité de Bellac s'inquiète début 2016 de l'impact négatif que pourrait générer la LGV sur les dessertes TER. Cette crainte est un des arguments mobilisés par le Conseil d'État pour motiver l'annulation de la déclaration d'utilité publique en 2016.
De même, cela cause des divergences d'opinions : par exemple, entre le Mouvement des jeunes socialistes de la Creuse, défavorable, et le PS, plutôt favorable, ou bien au sein de l'UMP, entre Raymond Archer, tête de liste régionale pour les élections régionales de 2010, et Jean Auclair, député UMP de la Creuse, tête de liste départementale, favorable à une LGV reliant Limoges à la future LGV Paris-Clermont-Lyon dont le débat public est acté pour l'automne 2011.
L'idée que la LGV entraînerait un développement économique automatique est critiquée de longue date par des experts. Pour certains détracteurs du projet, la création de la ligne nuirait au développement du territoire. À l'appui, la loi no 2005-157 du 23 février 2005 relative au développement des territoires ruraux, précise qu'un projet devant être réalisé sur un territoire rural ne pourra être mis en œuvre que s'il n'existe aucune alternative. C'est la raison pour laquelle les opposants à la LGV préconisent l'aménagement de la voie actuelle. Ainsi voit-on apparaître le slogan « oui au POLT » qui signifie l'actualisation du rail actuel Paris–Orléans–Limoges–Toulouse.
Une association se dénommant Urgence Ligne Paris Orléans Limoges Toulouse est créée en février 2010. Elle rassemble des élus politiques, des associatifs, des syndicalistes des 3 régions Centre, Midi-Pyrénées dans le but de faire la promotion de la pertinence de la modernisation de la ligne existante à caractère nationale Paris Orléans Limoges Toulouse.
La Fédération nationale des associations d'usagers des transports, habituellement favorable à l'extension des lignes ferroviaires à grande vitesse, s'est prononcée en faveur du projet de LGV Tours - Bordeaux qu'elle juge à même d'« [améliorer] de manière décisive les dessertes de nombreuses agglomérations dont les métropoles de Bordeaux et Toulouse, d'[assurer] une liaison indispensable avec l’Espagne [...] et [de désengorger] la ligne classique au bénéfice des trains régionaux et de fret ». En revanche, elle refuse de cautionner le projet Limoges-Poitiers. Elle estime que la ligne « ne concernerait qu’un bassin de population bien plus restreint et n’aurait aucune retombée positive sur les trafics régionaux et de fret ».
Le 6 juin 2011, le Conseil général de la Creuse formule à l'unanimité un « vœu relatif au raccordement de la ligne POLT à la ligne TGV POCL [Paris - Orléans - Clermont-Ferrand - Lyon] », considérant notamment que « le projet du barreau à voie unique Limoges-Poitiers risque, à terme, d'empêcher la prise en compte de la ligne POLLT (Paris Orléans La Souterraine Limoges Toulouse), indispensable à la desserte et au développement de la Creuse » et « qu'un raccordement à double voie (Y inversé) offrirait à Limoges une performance égale, voire supérieure à l'option vers Poitiers, pour un moindre coût et en contribuant à valoriser toute la ligne, et que le trafic venant du Sud de Châteauroux continuerait d'irriguer le POLLT ». Il demande par ailleurs à être pleinement associé au débat public concernant le projet de TGV vers Lyon et une modernisation rapide de la ligne classique Paris-Toulouse. En septembre 2011, le Conseil général de l'Indre formule lui aussi son scepticisme vis-à-vis du projet en faisant part de son intérêt à être pleinement associé au débat public concernant la future LGV POCL.

#### Arguments économiques et financiers

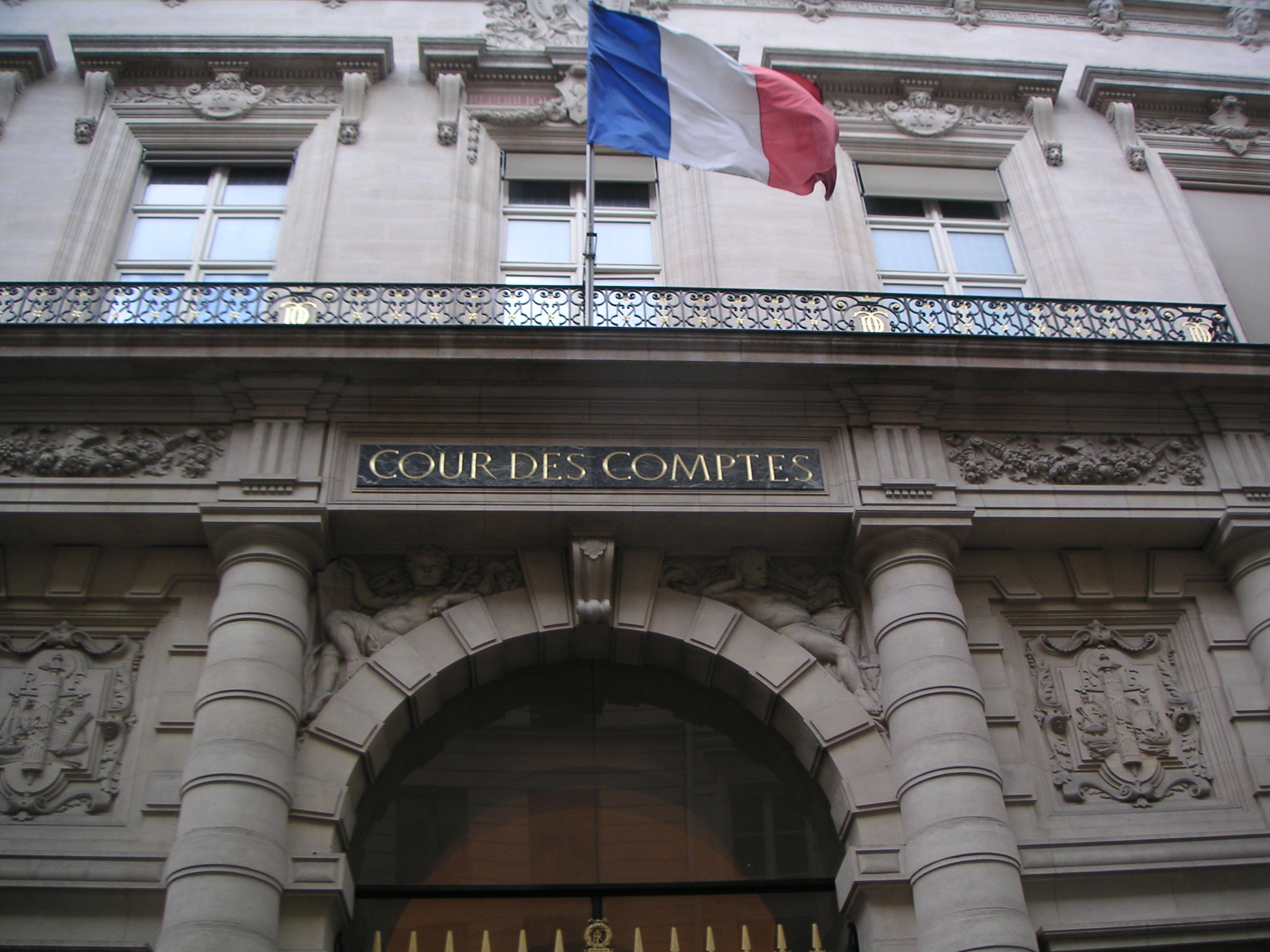
En octobre 2014, la Cour des comptes a publié un rapport remettant en cause les priorités de la politique ferroviaire française, ciblant notamment l'absence de rentabilité du projet Poitiers-Limoges.

Le coût estimé du projet suscite de nombreuses interrogations, de la part d'élus et collectivités, de la Cour des comptes et de riverains.
En Poitou-Charentes, la majorité socialiste a émis des réserves par la voix de Ségolène Royal, présidente PS du conseil régional, qui a mis en doute la « pertinence économique » de la ligne à grande vitesse, souhaitant un financement total et exclusif de la part de l'État, et mettant en évidence son souhait de voir établie une cohérence avec le réseau TER. Ce désaccord est apparu encore plus évident en 2011 ; Ségolène Royal a réaffirmé sa volonté de ne pas participer au financement du projet, provoquant le mécontentement de Jean-Paul Denanot, qui la qualifie de « mauvaise copine » et de Marie-Françoise Pérol-Dumont, mais aussi du maire UMP de Bordeaux Alain Juppé, fustigeant la « résistance farouche » de Poitou-Charentes, et du Premier ministre François Fillon, qui déclare que la position de la région Poitou-Charentes quant au financement du projet de LGV Bordeaux-Tours auquel est conditionné le projet Poitiers-Limoges n'est « pas acceptable » et prévient que le préfet veillera « à ce que les financements de l'État contribuent, dans ce nouveau contexte, à l'équité entre les collectivités territoriales. »,,,. Ségolène Royal réitère ses propos, affirmant que ce ne sont pas aux régions de financer, tout en rappelant avoir signé une autorisation de prêt de 95 millions d'euros à l'État. Cette dernière concession avait ajouté la confusion à la confusion, les élus Verts du Conseil régional de Poitou-Charentes s'élevant dès lors contre cette convention de prêt qu'ils jugent inadmissible, pointant toutefois en priorité le désengagement de l'État.
En mai 2011, le député UMP de la Drôme Hervé Mariton s'interroge sur la multiplication des projets LGV, quant à leur rentabilité, estimant que le Schéma national d’infrastructures de transport (Snit) brille par son « absence d’ordre de priorités ».
Le collectif des opposants juge irréalistes les coûts et les délais prévus et demande à la place une modernisation de la ligne des Aubrais - Orléans à Montauban-Ville-Bourbon. Le collectif Non à la LGV, oui au POLT estime même que « personne ne peut raisonnablement penser qu'il est possible de réaliser la LGV tout en modernisant la ligne POLT », alors que l'élu haut-viennois Gérard Vandenbroucke justifie son soutien à la LGV en rappelant que « comme tous les grands projets, il n’est pas rentable. Mais faut-il arrêter de construire des routes, des lycées, à financer des TER ? Faut-il que nos enfants soient des ignares qui ne pourront pas se déplacer ? ». Après l'annulation de la DUP, les anciens conseillers régionaux Front de gauche du Conseil régional du Limousin déplorent avec amertume la position des soutiens du projet : « Que de gâchis d’argent public pour rien! Les Limousins auront ainsi financé la LGV SEA qui ne passe pas sur leur territoire et des études inutiles ».
Des associations d'impactés par ce projet LGV s'inquiètent du bas coût annoncé par RFF de cette infrastructure, qui apparaît la moins chère parmi les 15 projets ferroviaires répertoriés dans l'avant projet du SNIT 2010. Le coût moyen sur ce tableau est évalué à 27,27 millions d'euros/km. Ils craignent donc que des économies soient réalisées au détriment de la qualité de l'ouvrage, notamment de son intégration environnementale. Ce coût inférieur aux autres lignes s'explique en partie, par le fait qu'il s'agit d'une voie unique, ce qui permet de baisser les coûts d'environ 20 %.

#### Arguments écologiques et environnementaux
Un début de polémique a été lancé en août 2009, quand la municipalité de Bonnac, favorable au projet ferroviaire, a désapprouvé la mise en place par le collectif d'un panneau d'opposition à la LGV à l'entrée du village. À Chaptelat, la population se mobilise particulièrement face à ce projet car la quasi-totalité des tracés tests menacent cette commune.
Selon l'association Poitou-Charentes Nature, le projet porte atteinte au cadre de vie et à la biodiversité, notamment par l'éventuel passage de la ligne dans des sites classés Natura 2000. Dans sa délibération de mars 2016, la mairie de Bellac signale que « le franchissement en deux endroits du Vincou, classé en zone Natura 2000, ainsi que l'impact sur la faune, la flore et les chemins de randonnées touristiques revêt un caractère certain. La compensation proposée en conséquence dans le cadre de la LGV n'est que partielle, elle ne permet pas de pallier la destruction d'espèces végétales, voire animales, et aura une incidence sur le plan de l'écotourisme, que la ville de Bellac et tout le territoire du Haut-Limousin sont en train de promouvoir ».
Par ailleurs, le monde agricole et les défenseurs de l'environnement semblent pour une fois se retrouver dans une cause commune. En effet, l'Association de défense des expulsés de la LGV dans le département de la Vienne (ADE-SEA 86) estime que sur le territoire viennois, « 200 exploitations sont touchées, une petite centaine sévèrement, une dizaine très sévèrement », tout en soulignant que « le but n'est pas de s'opposer à la LGV, mais de faire respecter [les] droits [des agriculteurs]. ».
Les associations d'impactés, membres du Collectif des opposants à la LGV Poitiers-Limoges, dénoncent la précipitation des études environnementales qui n'ont commencé qu'en juin 2009 pour permettre de déterminer le tracé définitif en septembre 2010 au comité des financeurs. Les études environnementales du projet LGV Rhin-Rhône avaient duré 15 ans.

#### Arguments sociaux et démocratiques
Si la menace sur l'environnement semble être l'argument le plus mis en valeur dans cette contestation, on voit naître des oppositions qui tiennent à démontrer que la création d'une nouvelle ligne à grande vitesse pèse sur l'avenir social de la région.
La mise en place des TGV, son coût, le prix du billet, ne seraient pas un avantage aux populations les plus fragiles.
Un article du journal Le Monde signé Hervé Kempf relève selon M. Grosjean, « les clients des TGV et des liaisons régionales n'appartiennent pas aux mêmes catégories sociales : la grande vitesse génère de l'inégalité ».
La façon dont le projet est conduit soulève également régulièrement des questionnements quant à sa validité démocratique et à la place de l'opinion publique dans les débats. À sa nomination comme préfète de la région Poitou-Charentes en février 2013, Élisabeth Borne répond indirectement à cette difficulté en admettant que le dossier n'est « pas facile », et s'engage alors « [à écouter] les points de vue de chacun ». Alors que le projet semble de plus en plus compromis au fil des rapports hostiles, l'optimisme persistant de certains élus locaux, le soutien implicite de l'Élysée sous François Hollande et la signature de la DUP en 2015 suscite des critiques quant à un hypothétique « fait du prince »,,, le président du Collectif Non à la LGV Poitiers-Limoges, Nicolas Bourmeyster, se déclarant en 2016 « effondré » par cette « vision monarchique de la République ». La signature de la déclaration le 10 janvier, au moment des manifestations en réaction à l'attentat de Charlie Hebdo, est perçue comme une « faute politique majeure [et] un déni total de démocratie » par ce même acteur.
Comme le souligne notamment France Nature Environnement, le rapport de la Cour des comptes d'octobre 2014 met en évidence un certain nombre d'éléments négatifs de nature à remettre en question la légitimité démocratique du projet (débats biaisés, pression de baronnies locales). FNE, au sujet de la déclaration d'utilité publique, évoque une prise de position qui « discrédite les procédures démocratiques de participation du public et de prise de décision ».

### Projets alternatifs
Un certain nombre d'alternatives ont été avancées pendant la phase d'étude, et depuis son abandon.

#### Alternatives ferroviaires

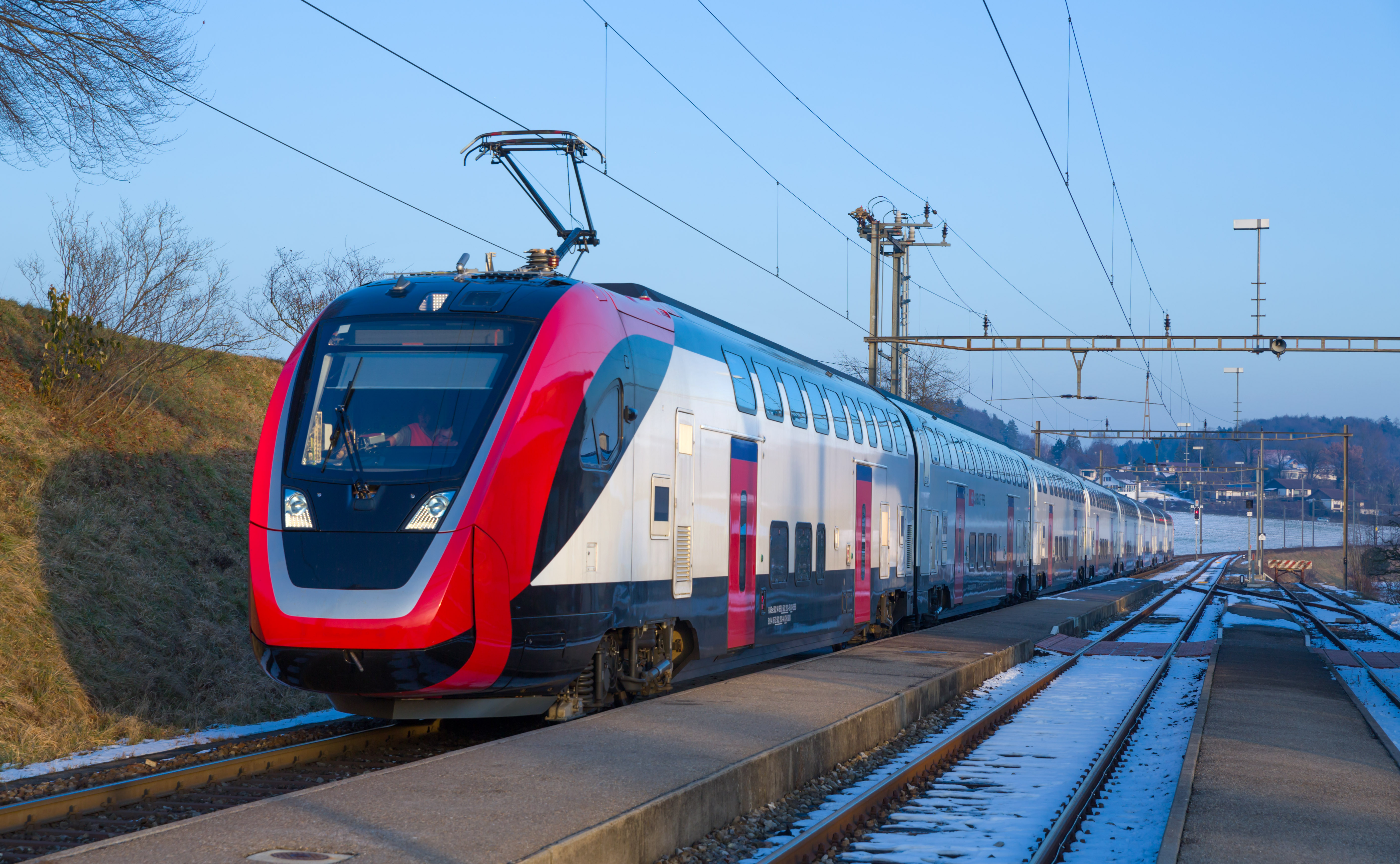
Le Bombardier TWINDEXX Swiss Express, nouveau train pendulaire du réseau suisse, est cité en exemple dans le projet alternatif « Des trains pour tous » porté par Europe Écologie Les Verts. La technologie pendulaire a été pressentie pour la ligne POLT avant son abandon en 2003.

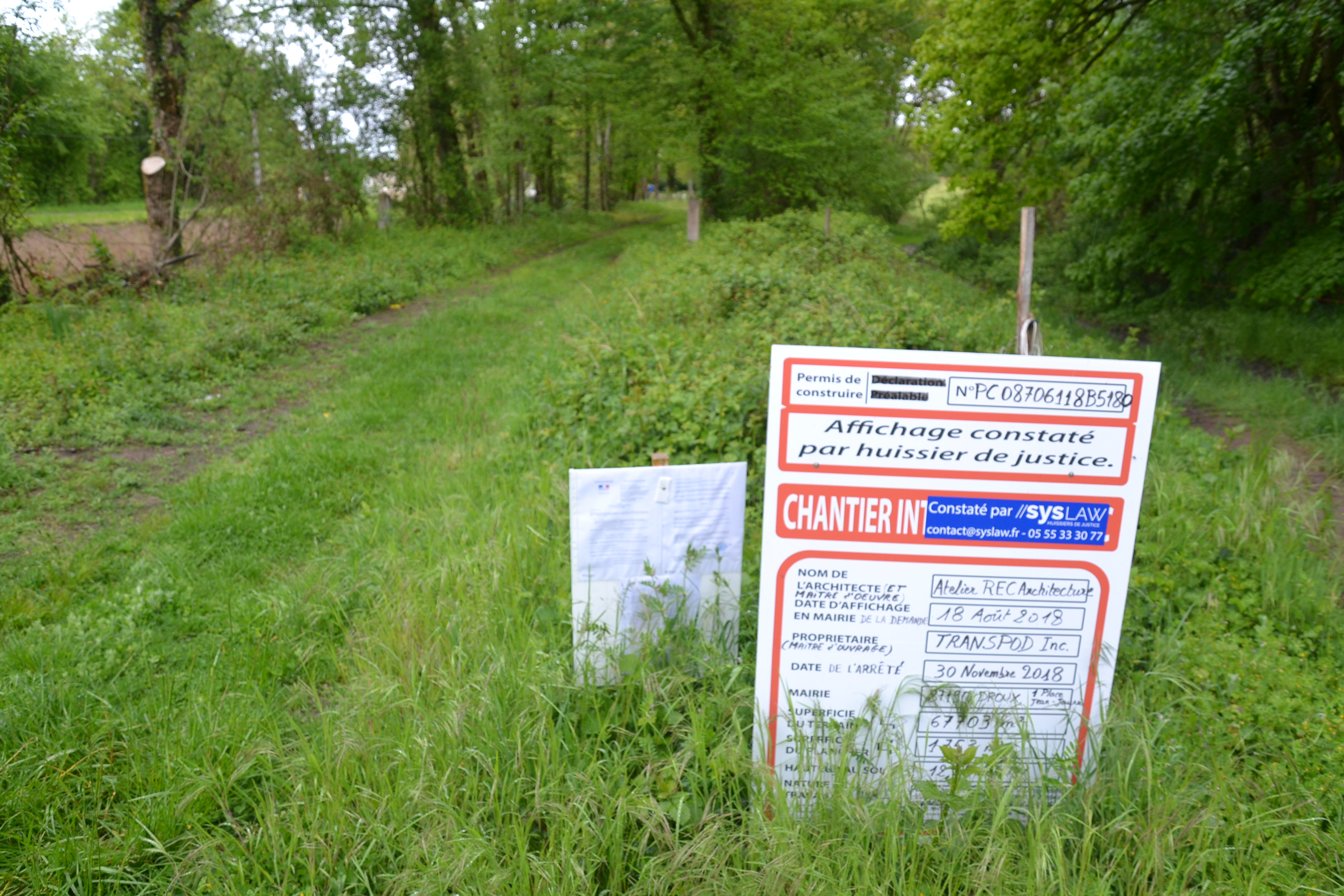
Panneau annonçant le dépôt d'un permis de construire concernant un centre d'essais de la technologie Hyperloop à Droux, en 2019.

Les opposants au projet ont formulé des propositions alternatives, s'articulant toutes autour de la rénovation de la ligne classique dite POLT, voire de la reprise du projet de train pendulaire par Orléans. Ces revendications sont notamment portées par l'association Urgence POLT, créée en 2010, une majorité d'élus situés en dehors du département de la Haute-Vienne ou des experts et universitaires comme Yves Crozet.
Un groupe d'élus EELV issus des conseils régionaux d'Auvergne, Bourgogne, Centre, Île-de-France, Limousin, Midi-Pyrénées et Rhône-Alpes a formulé à la fin de 2012 un projet intitulé « Des trains pour tous », alternative aux LGV Poitiers-Limoges et Paris Orléans Clermont-Ferrand Lyon consistant en la modernisation des lignes classiques du centre de la France, ainsi que la création de plusieurs shunts ferroviaires (Nevers, Saint-Germain-des-Fossés) voire de portions nouvelles (notamment entre Paris et Orléans). Cette proposition entend incarner une « colonne vertébrale pour les liaisons entre régions » au moyen de dessertes en trains « à haut niveau de service » circulant à 220-250 km/h via la technologie pendulaire. Estimé par le consultant Eric Boisseau à 6 milliards d'euros contre 20 milliards pour l'ensemble Poitiers-Limoges et POCL, il pourrait mettre Limoges et Montluçon à 2 h 20 min de Paris, mais aussi favoriser les liaisons entre l'est et l'ouest du Massif central (Lyon-Limoges en 3 h 40 min via Vierzon) et compenser la saturation de la LGV Sud-Est,. Cette proposition, qui en relaye plusieurs autres, est cependant contestée par un rapport de l'expert Gérard Mathieu ; ces derniers estiment que seules de très petites portions de voies (3 à 4 % du réseau national) pourraient être adaptées à une circulation plus rapide pour des gains de temps très minimes, des coûts élevés (rectification des courbes, création des shunts) et des effets pervers sur les secteurs en cours de saturation, même si la ligne Paris-Limoges fait partie selon le rapport des sections où l'augmentation de la vitesse est possible, pour un gain de temps estimé à 6 minutes.
Après l'abandon du projet, plusieurs chantiers de rénovation de la ligne existante sont avancés : électrification de la ligne permettant la circulation de trains à grande vitesse sans modification du tracé ; création de shunts ferroviaires à Montmorillon et Peyrat-de-Bellac ; modernisation plus importante comprenant notamment la suppression des passages à niveau, le déplacement de certaines sections de voies entre Saint-Benoît et le Dorat et l'allongement de la mise en double voie, pour des gains de temps de parcours allant de 12 à 24 minutes. Ces trois « scénarios de modernisation » sont également promus dans le cadre des études visant à créer une liaison autoroutière entre Poitiers et Limoges (voir ci-dessous).
Certaines alternatives intègrent le principe de la grande vitesse ferroviaire. Dès 2003 et l'abandon du projet pendulaire POLT, plusieurs acteurs du département de l'Indre énoncent un projet alternatif, nommé « TGV Berry-Limousin-Pyrénées » passant par la création d'une ligne nouvelle suivant l'axe POLT entre Beauvilliers (Eure-et-Loir), sur la LGV Paris-Bordeaux, et Châteauroux, permettant de mettre Limoges à 2 heures de Paris sans négliger la région Centre, et tablant sur un développement des potentialités de l'aéroport de Châteauroux,.
L'abandon du projet de LGV en 2017 nourrit aussi l'intérêt de certains responsables locaux pour la technologie Hyperloop. Une association locale de promotion de l'Hyperloop est mise en place à Limoges début 2018, et des contacts établis avec Stéphane Gendron, développeur du concept au Canada, laissent entrevoir la perspective d'une piste d'essai du train rapide dans le nord de la Haute-Vienne, près de Droux, sur une portion désaffectée de l'ancienne ligne de Mignaloux - Nouaillé à Bersac,,,. Début 2020, le projet démarre concrètement avec la réalisation d'une étude de sol à Droux, préalable à la construction de la piste d'essai, et le lancement du recrutement des spécialistes chargés de travailler au développement de la technologie.

#### Alternatives routières
Un projet d'autoroute concédée entre Limoges et Poitiers est défendu par certains élus et entrepreneurs. Plusieurs d'entre eux se réunissent dès 2018, compte tenu de l'abandon du projet de LGV, pour promouvoir cette alternative routière. Une concertation publique sur ce projet est engagée début 2022.

#### Alternatives aériennes
L'amélioration de la desserte aérienne du Limousin apparaît comme une alternative défendue par certains responsables politiques, comme le député Jean-Baptiste Djebbari, qui défend le principe d'une obligation de service public pour la liaison aérienne entre Paris-Orly et Limoges.